# Réserve naturelle du Marais-Léon-Provancher
Ne doit pas être confondu avec la Réserve écologique Léon-Provancher située à Bécancour.
La réserve naturelle du Marais-Léon-Provancher est une aire protégée de 125 hectares située à Neuville, sur la rive nord du fleuve Saint-Laurent, quelques kilomètres à l’ouest de la ville de Québec. Propriété de la  Société Provancher, le terrain a d'abord été acquis par la Fondation de la faune du Québec en 1988 avant d’être légué à la société en 1996.

## Historique
Avant la création du marais, le territoire de la réserve naturelle était exploité pour des fins agricoles. En 1988, le territoire a été acheté par la Fondation de la faune du Québec alors qu'on y retrouvait des champs en friche. Six ans plus tard, le marais Léon-Provancher a été créé par Canards Illimités Canada en bâtissant une digue.
La Société Provancher d'histoire naturelle du Canada s'est vu léguée le territoire en 1996 afin d'assurer sa gestion. L'endroit a été reconnu comme réserve naturelle en 2005. Le marais situé à l'intérieur de la réserve est nommé en l'honneur du naturaliste canadien Léon Provancher.
Un pavillon d'accueil a ouvert ses portes en août 2021. D'une valeur de 600 000 $, ce bâtiment contient notamment une salle multifonctionnelle et des installations sanitaires.

## Description

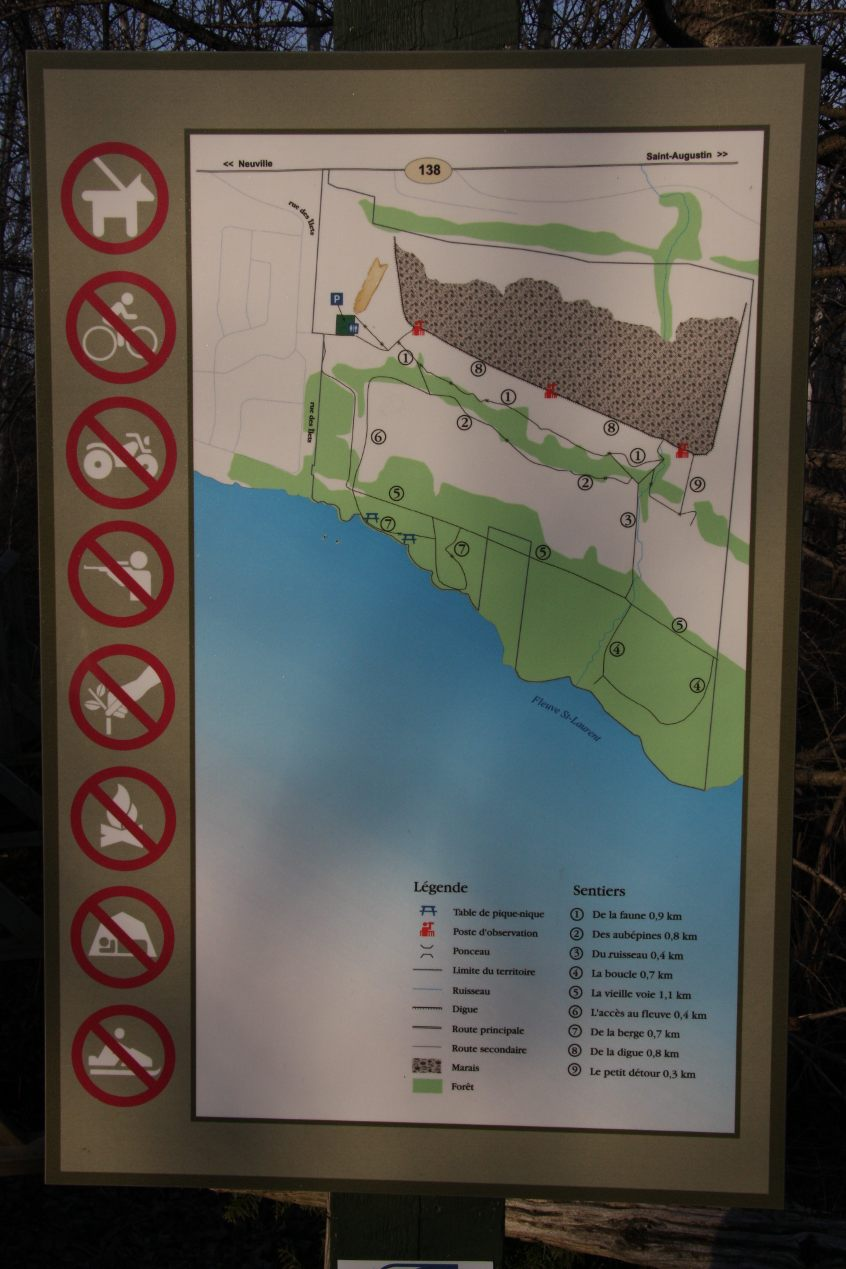
Carte de la réserve

Situé entre la route 138 et le fleuve Saint-Laurent, le relief du terrain est caractérisé par une dénivellation de la route jusqu’au rivage du fleuve. Un ruisseau dévale le terrain et alimente un marais de 19 hectares aménagé en 1996 par Canards illimités à l’aide d’une digue. La zone plus près du fleuve est couverte d’une érablière, d’une jeune forêt et de buissons.

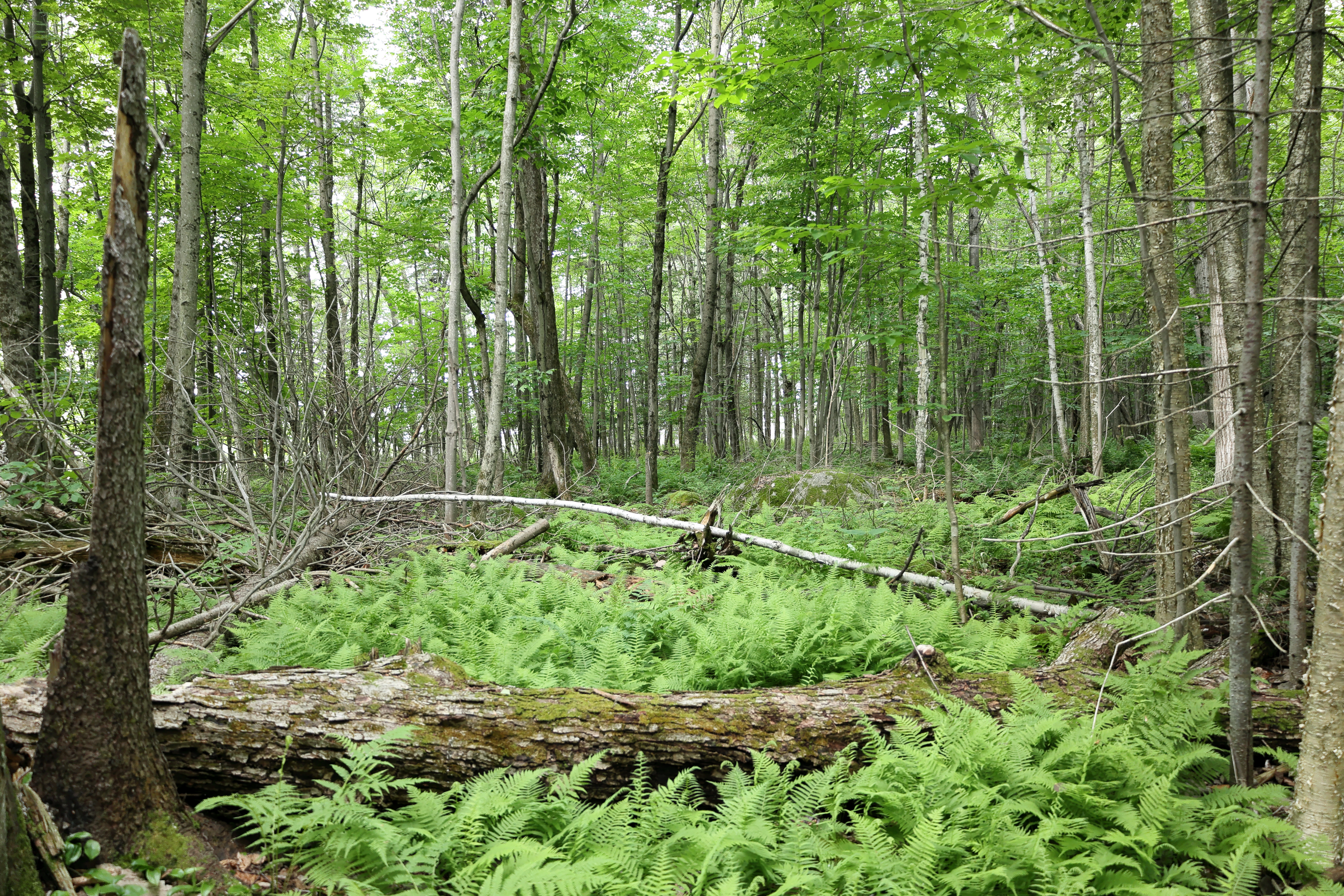
Boisé le long de la Boucle des pics.
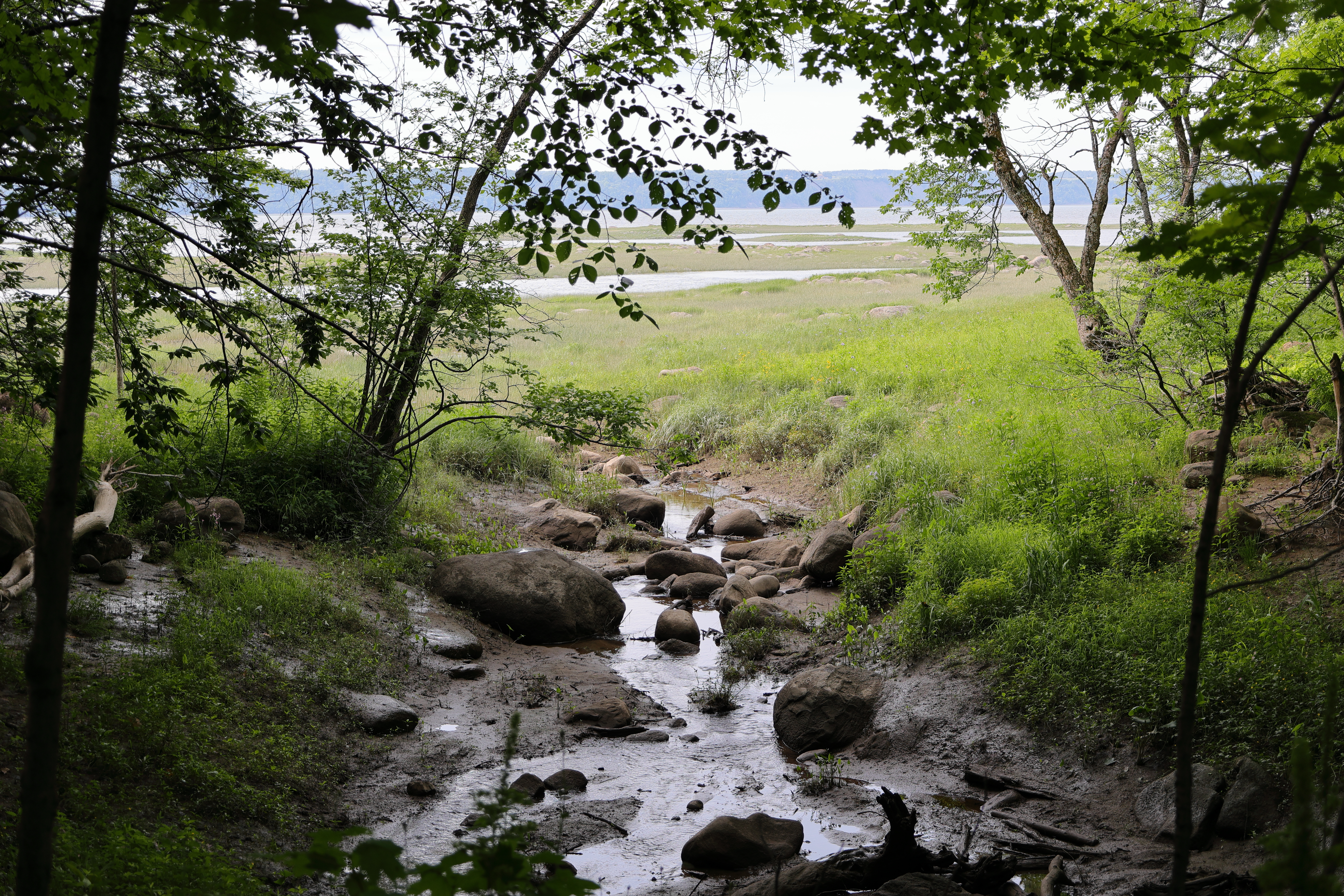
Embouchure du ruisseau le long de la Boucle des pics.
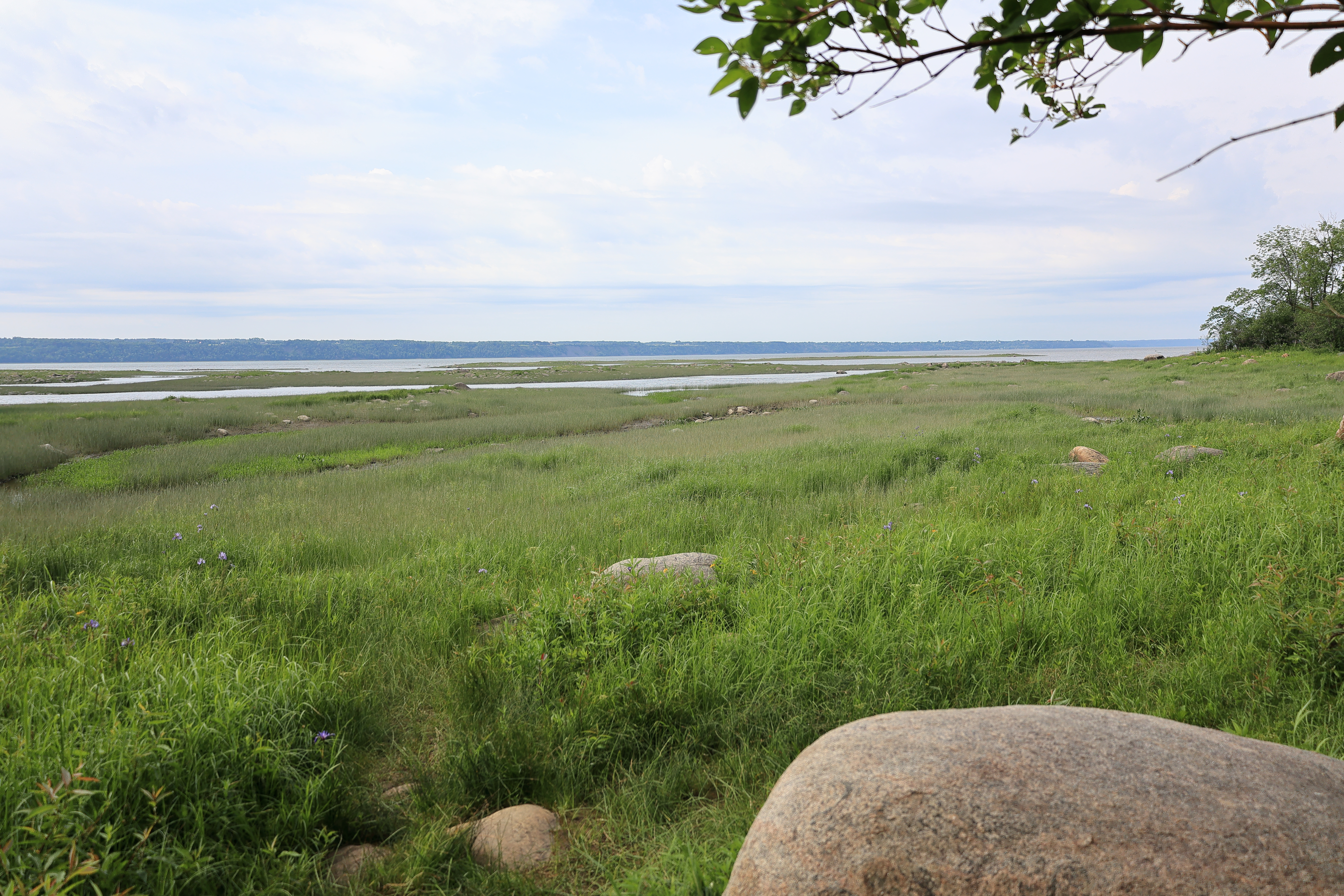
Vue sur le littoral le long de la Boucle des pics.

## Faune et flore
La réserve est renommée pour la diversité de la faune aviaire qu’on y trouve, notamment pour les espèces aquatiques. Le marais abrite plusieurs espèces de canards barboteurs et les battures le long du fleuve sont fréquentées pendant les périodes migratoires par les canards plongeurs, la bernache du Canada et les limicoles. On y retrouve également des plantes aquatiques comme le roseau commun et la quenouille ainsi que des poissons et amphibiens comme le crapet-soleil et l'ouaouaron.

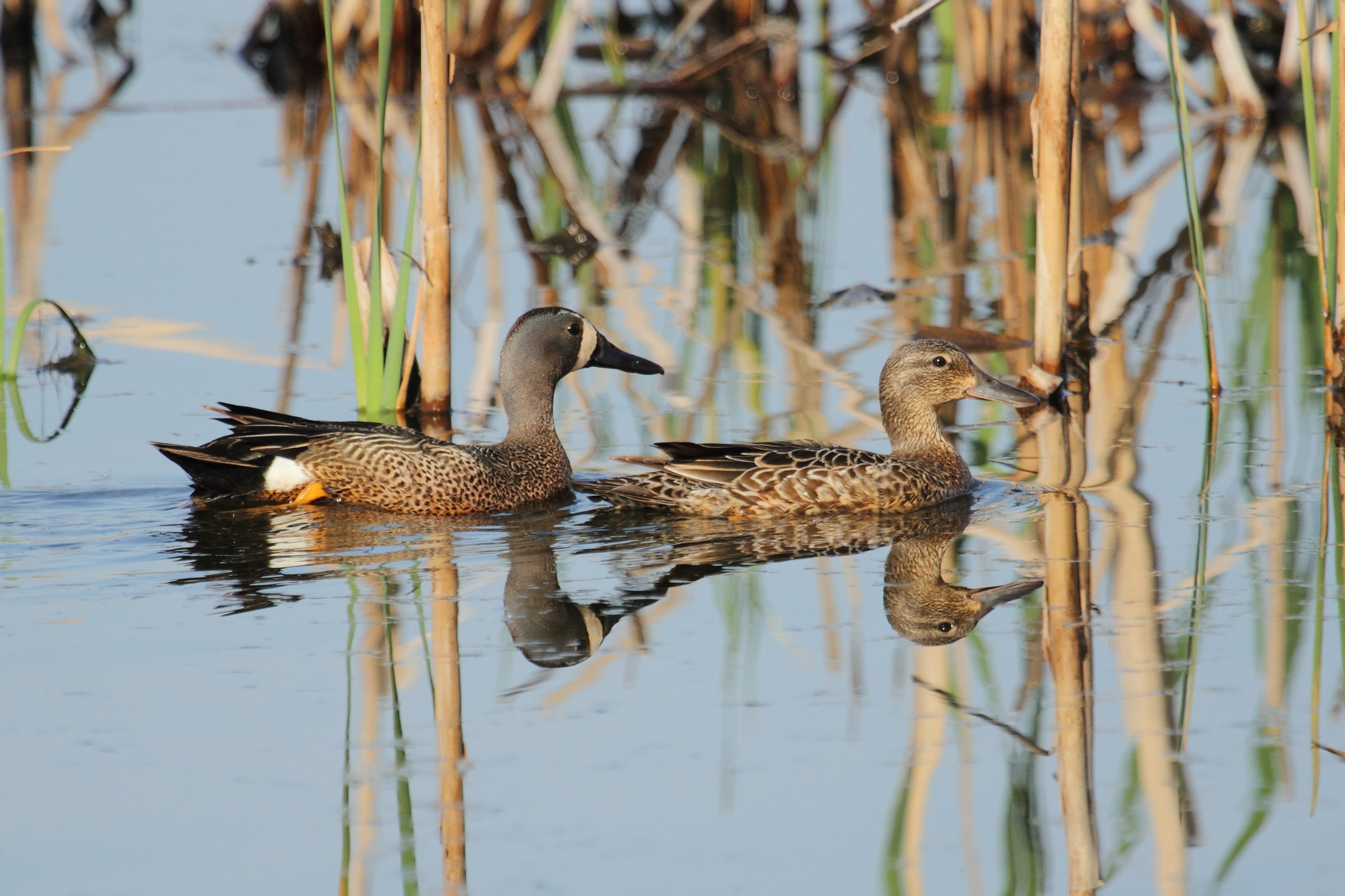
Couple de Sarcelles à ailes bleues dans le marais.
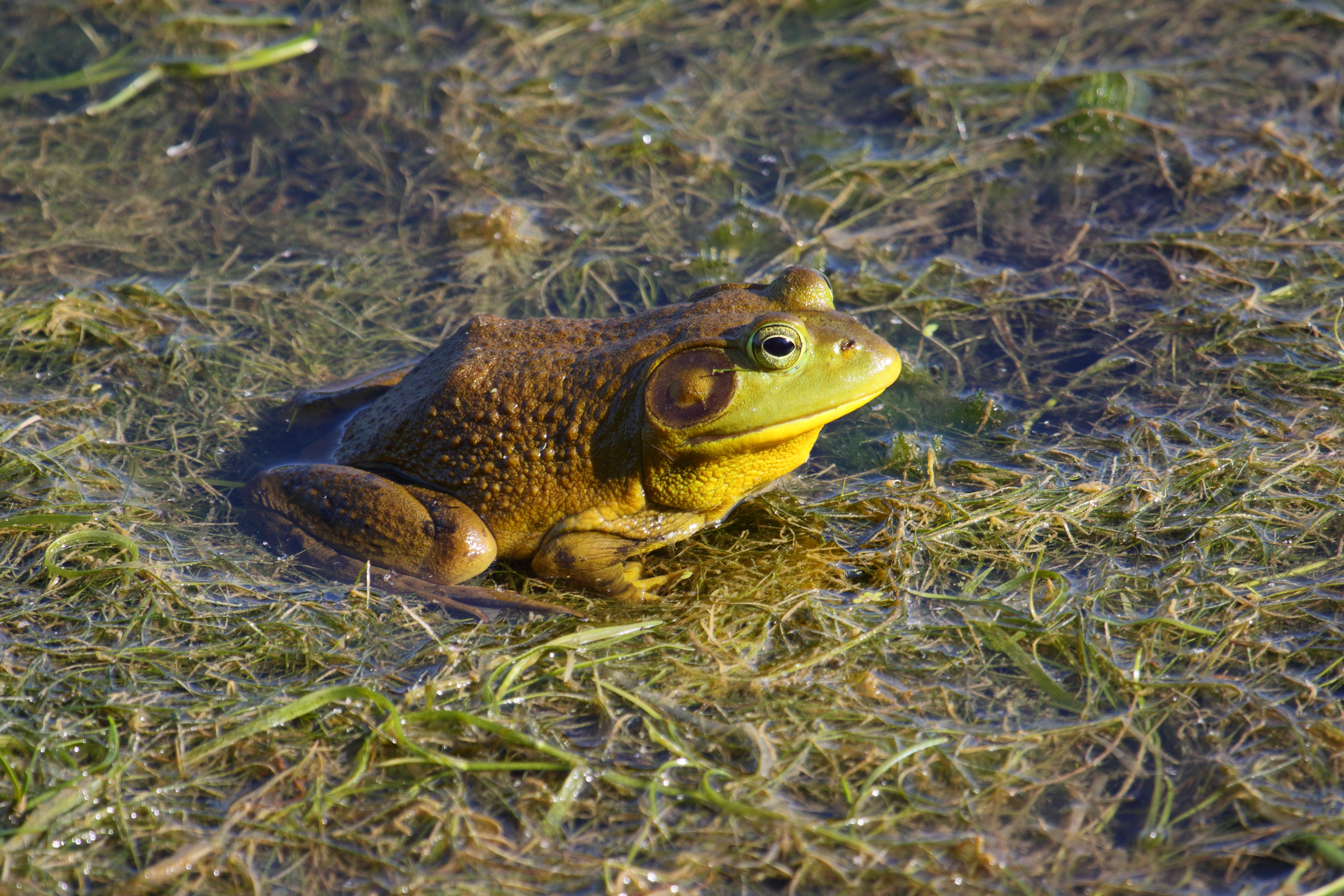
Ouaouaron dans le marais.
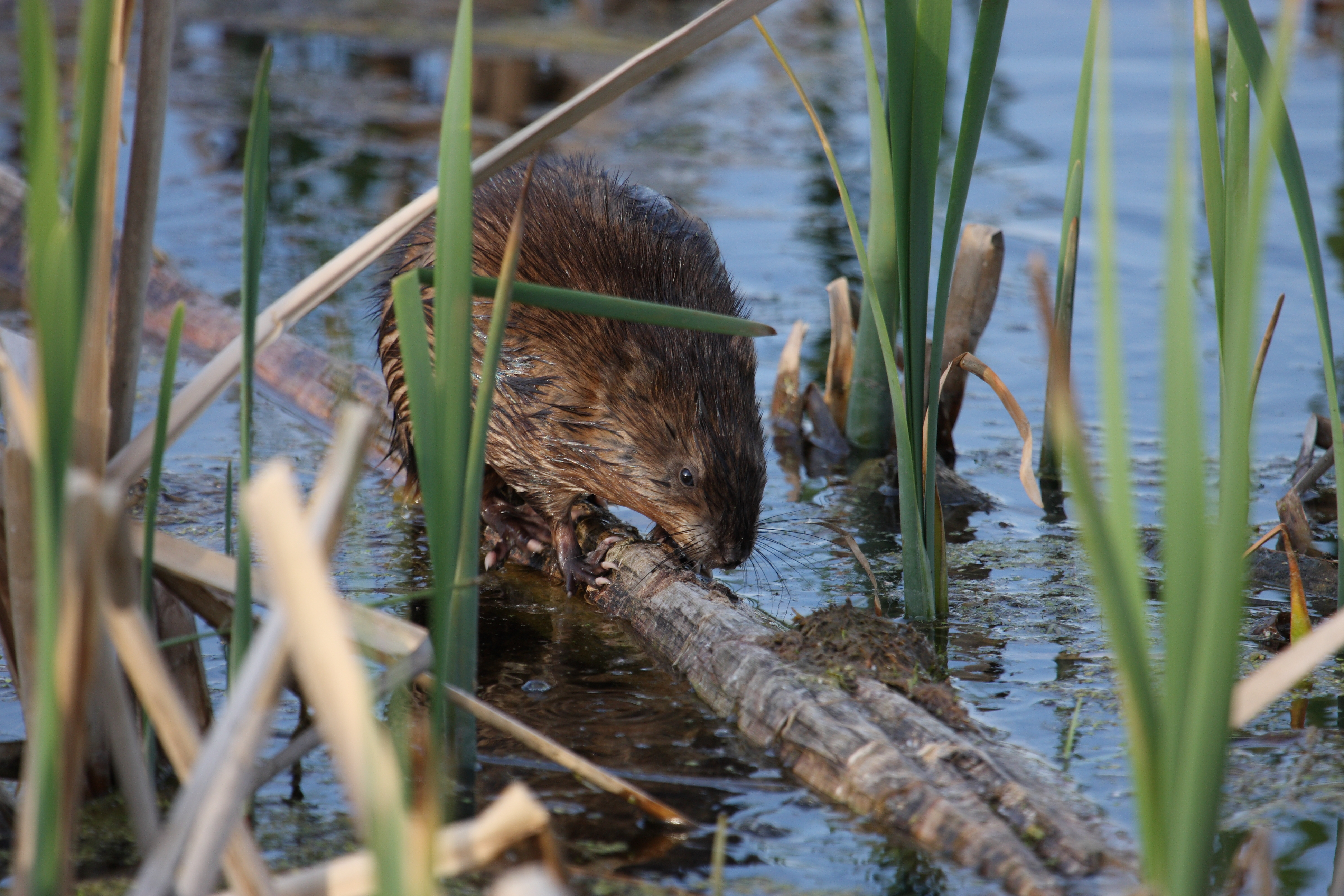
Rat musqué dans le marais.

## Activités
La réserve a pour vocation la préservation des habitats qui s'y trouvent et la promotion des activités récréo-éducatives. Le territoire est parsemé de plusieurs sentiers accessibles à longueur d'année. On y pratique la randonnée pédestre, l’observation de la nature et le ski de fond.

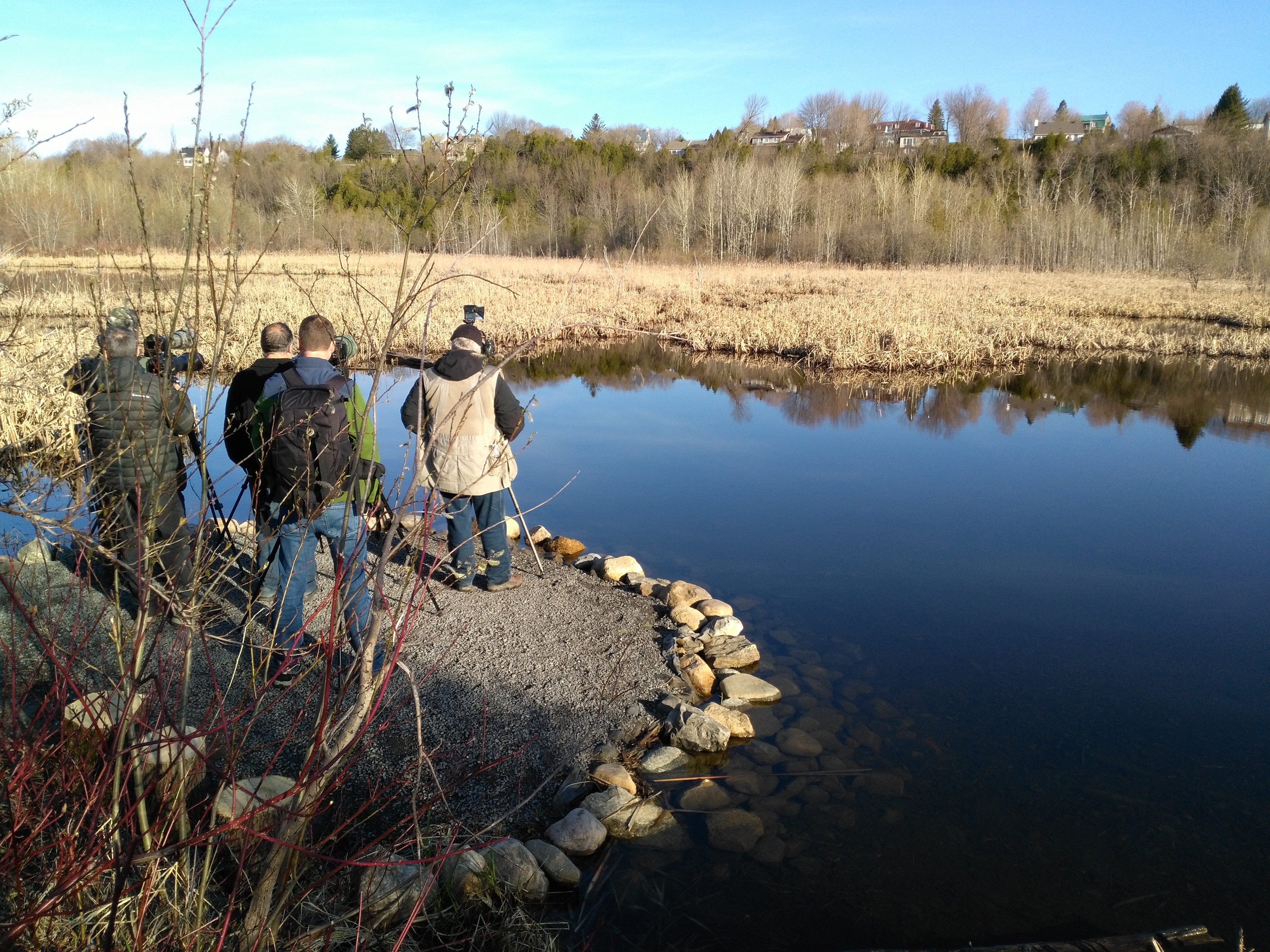
Photographes en bordure du marais.
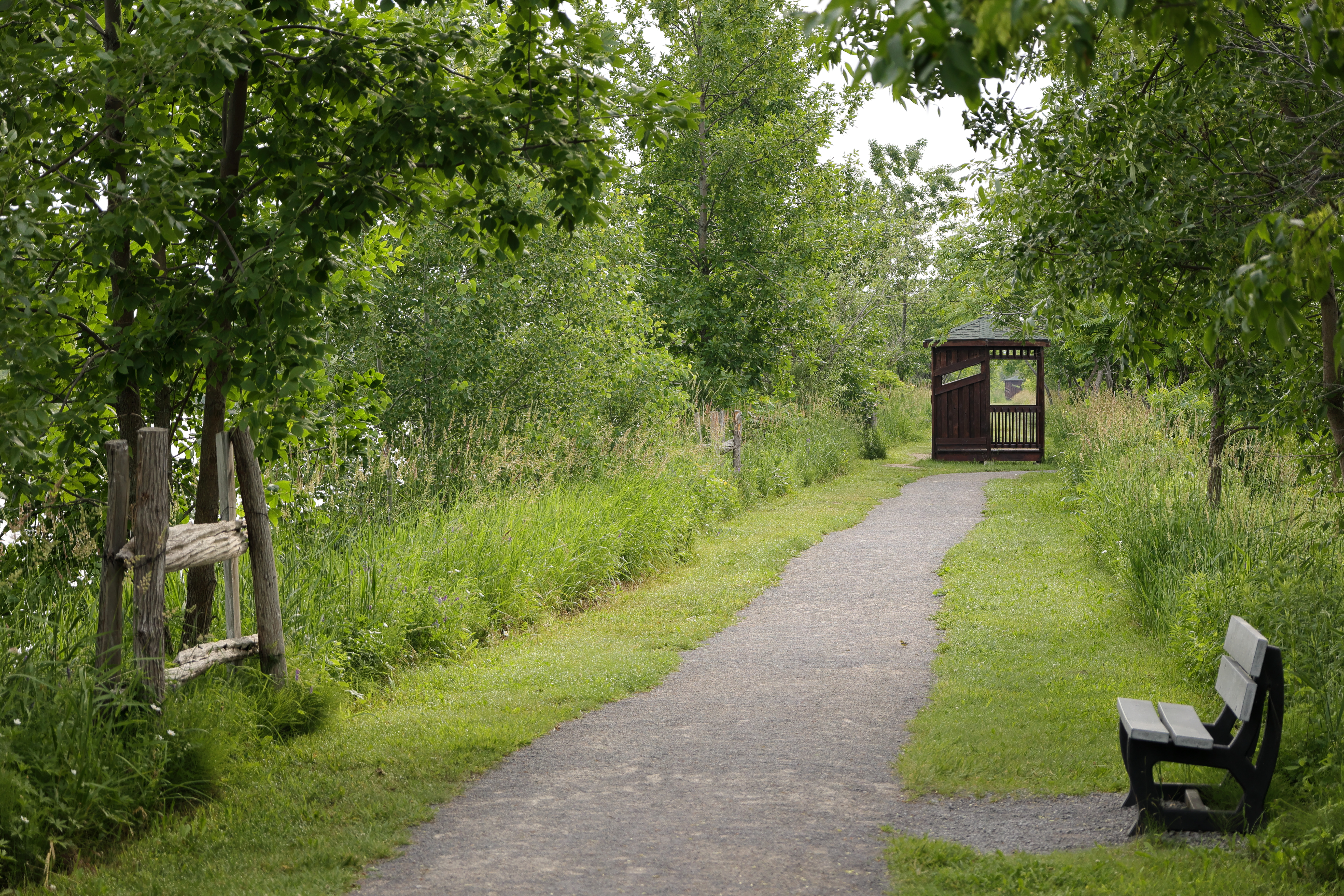
Sentier sur la digue.
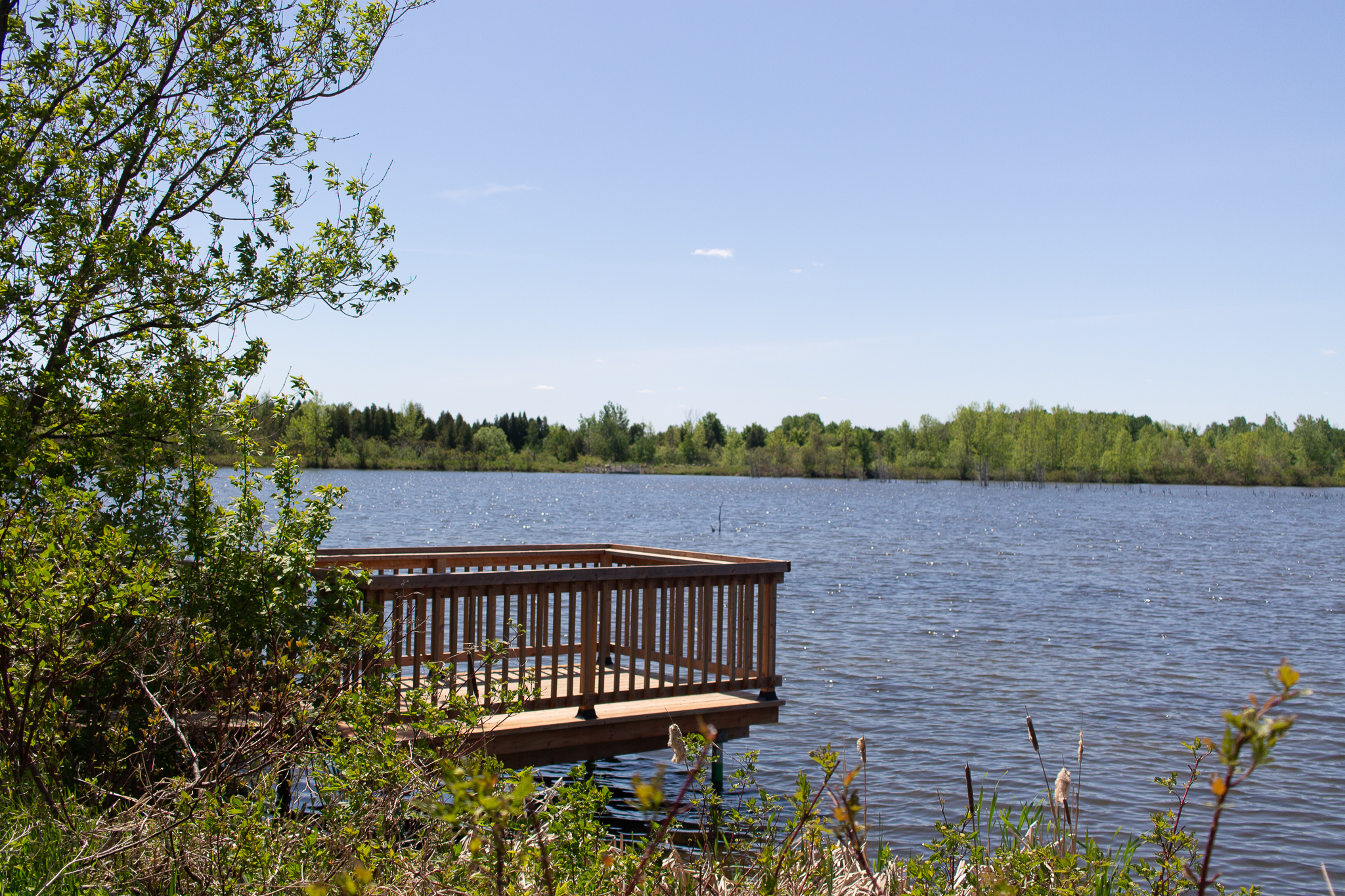
Plateforme d'observation au nord du marais.

## Galerie

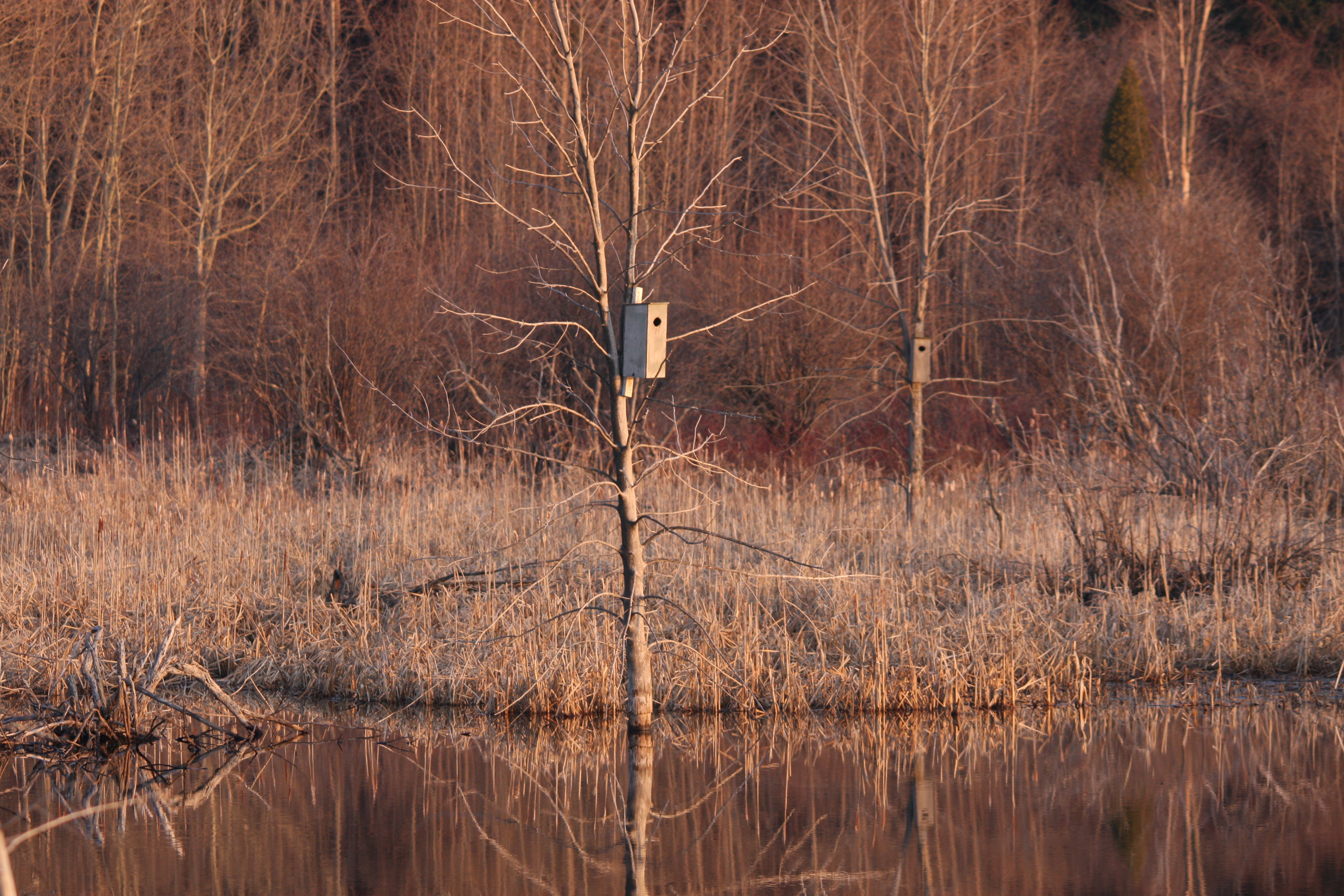
Nichoir pour canards dans le marais.
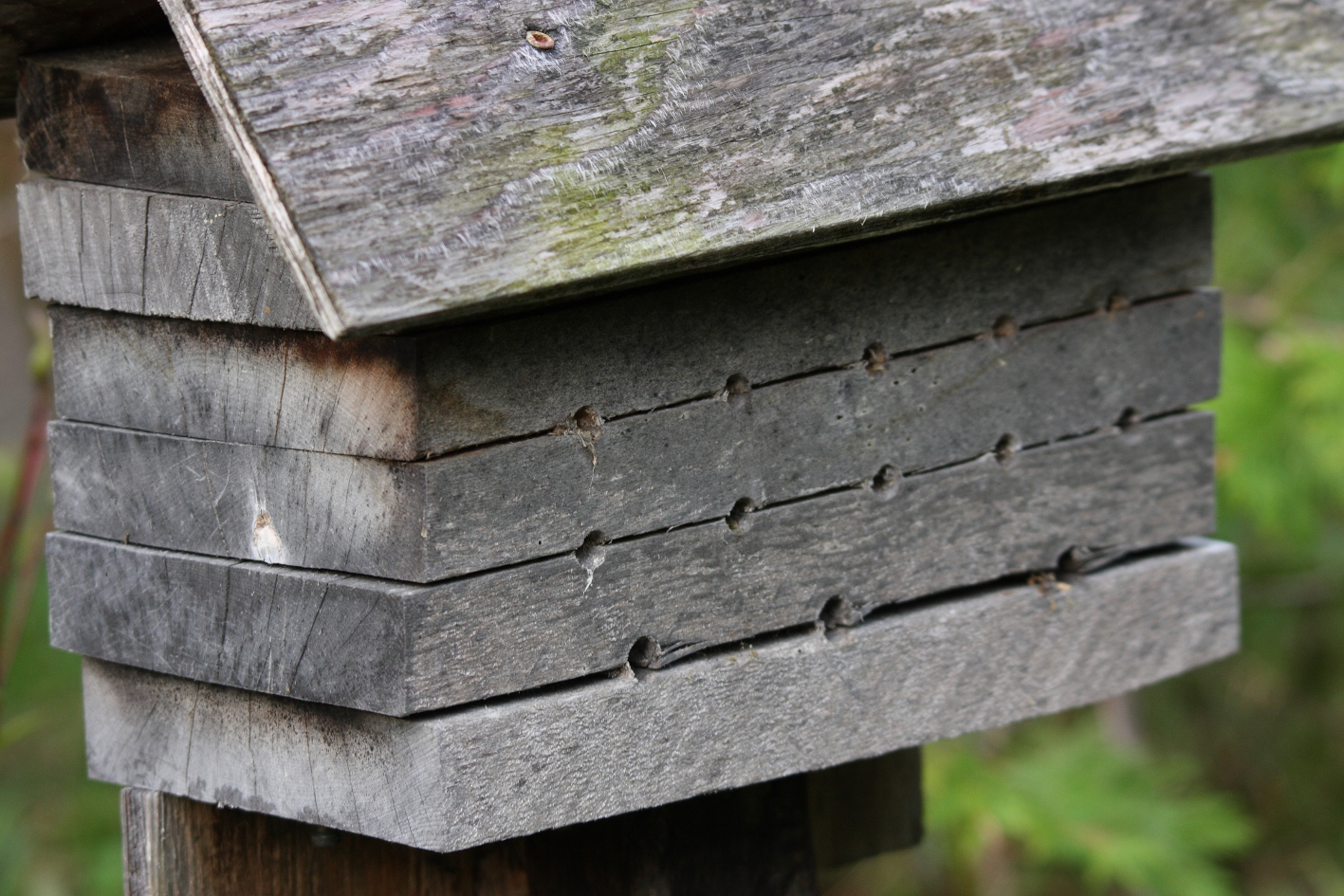
Abri pour Mégachiles le long du sentier de la faune.
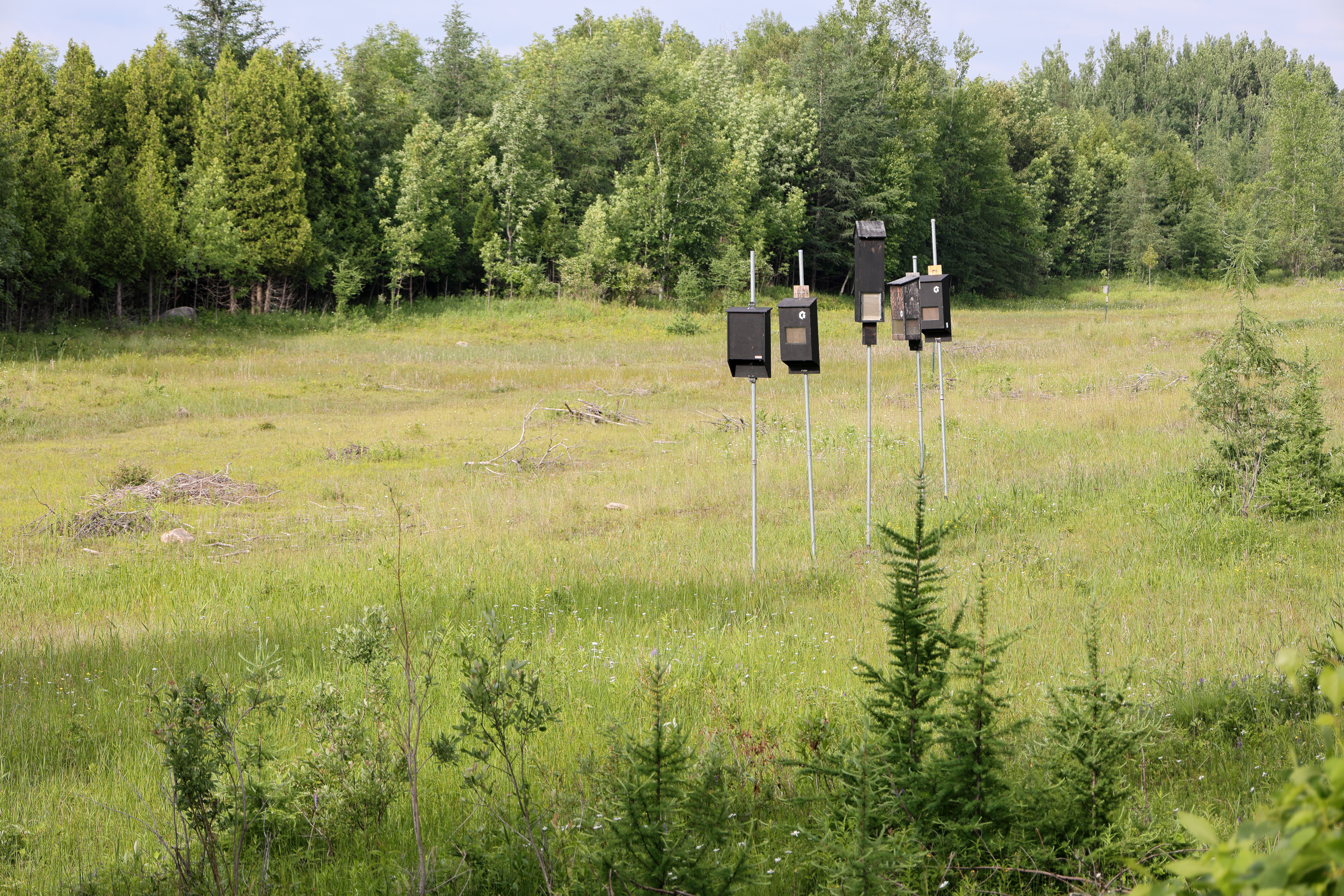
Abris à chauves-souris proche du sentier de la faune.
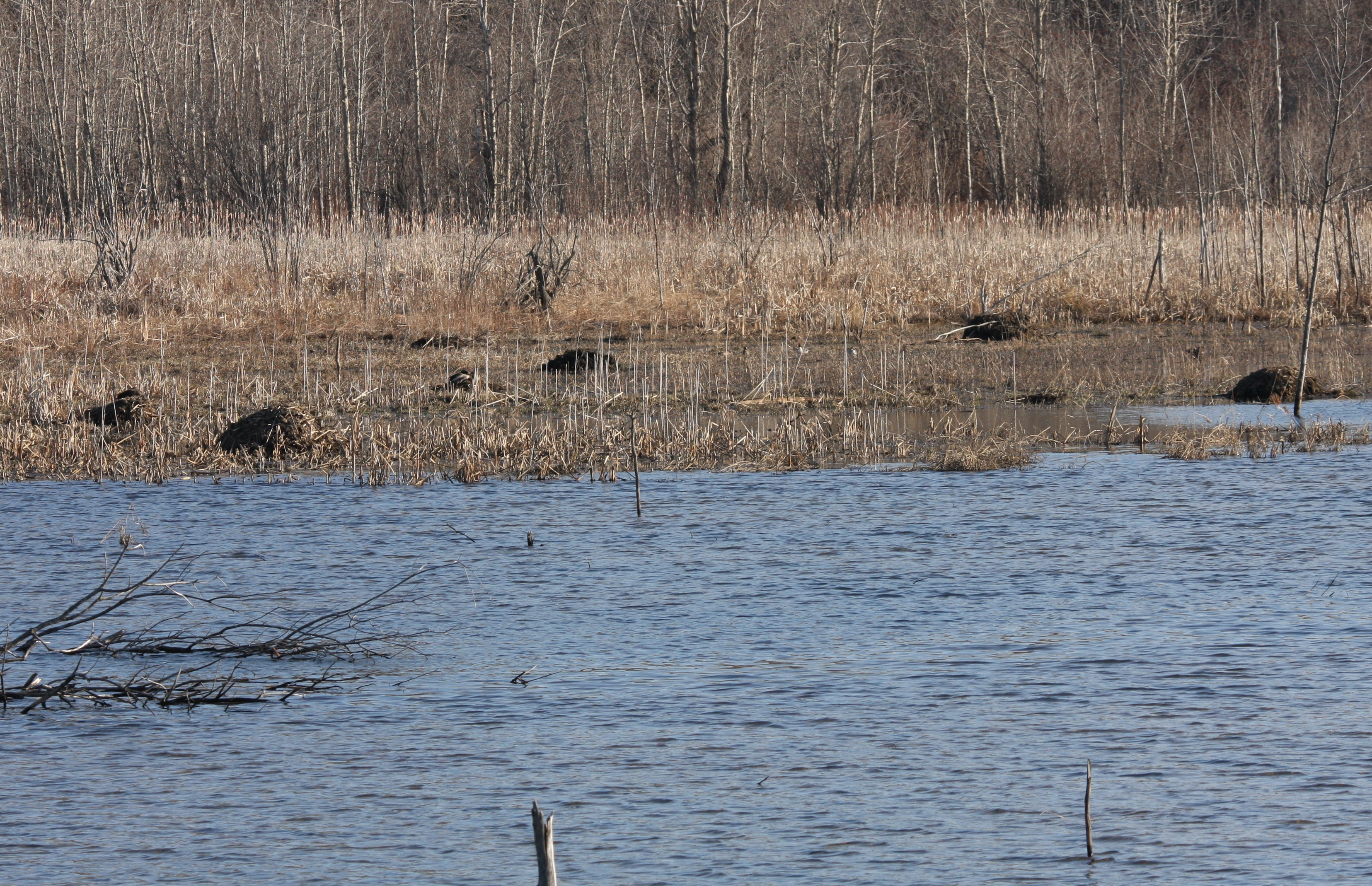
Huttes de rats musqués dans le marais.
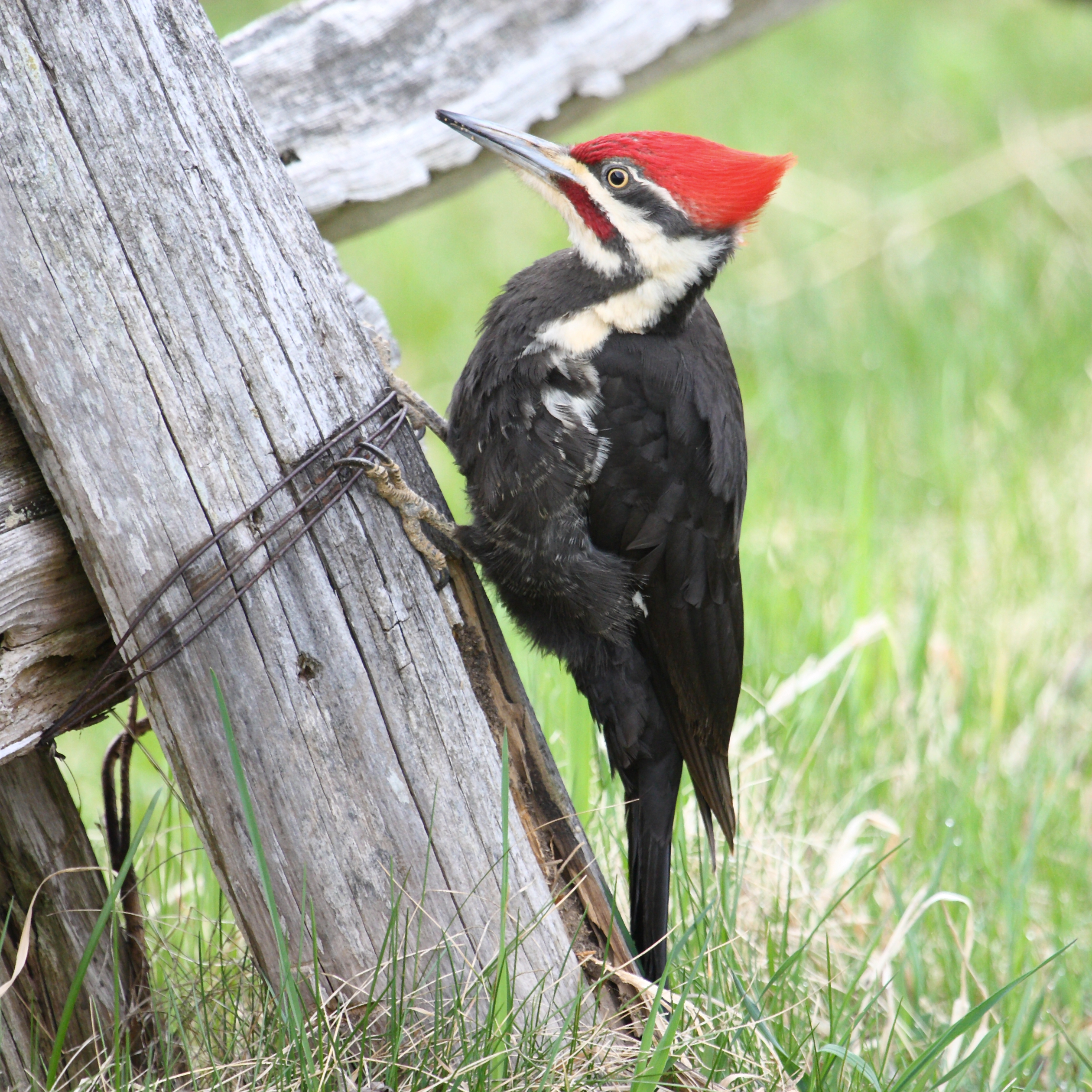
Grand Pic à proximité du préau.
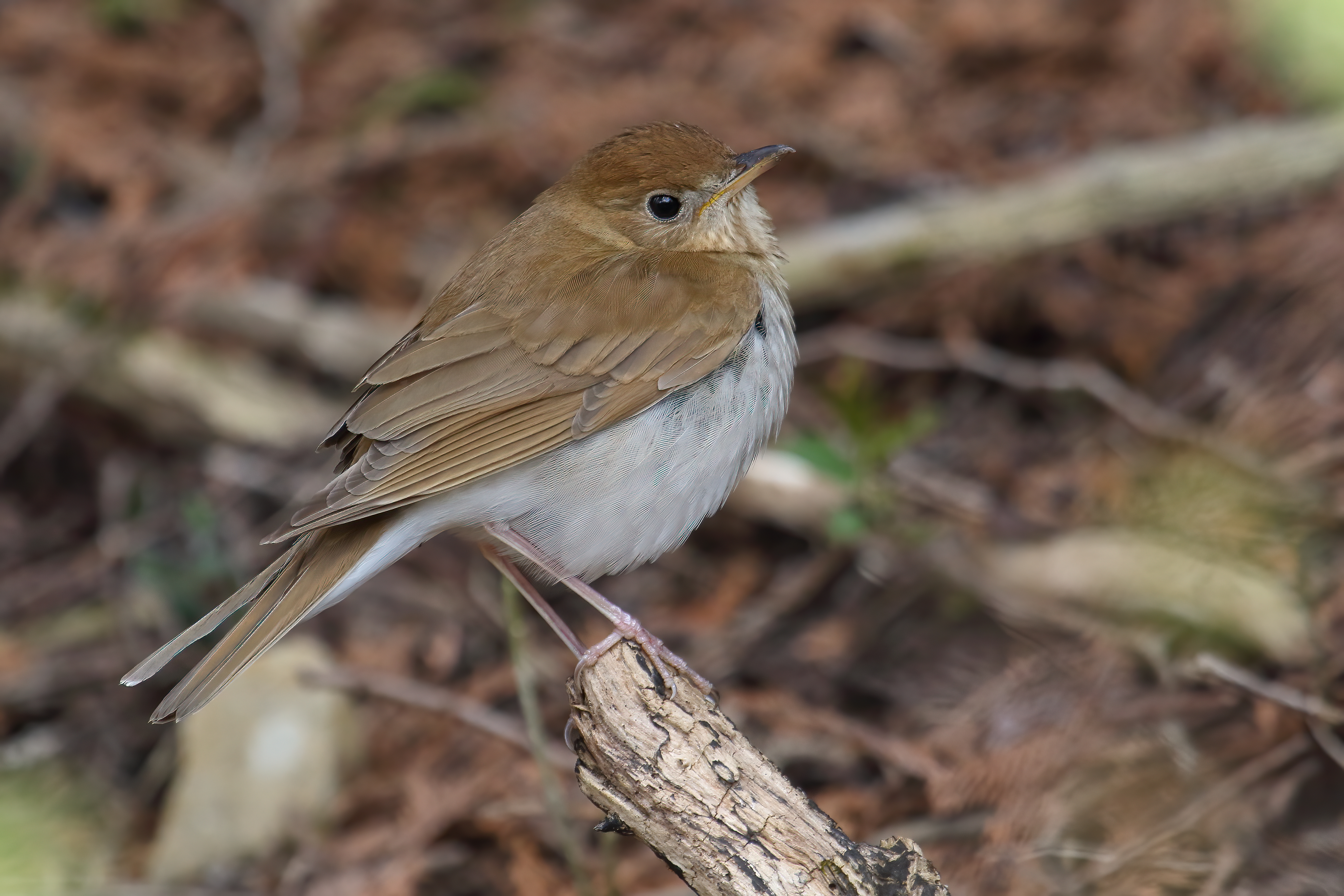
Grive fauve à proximité de l'entrée.
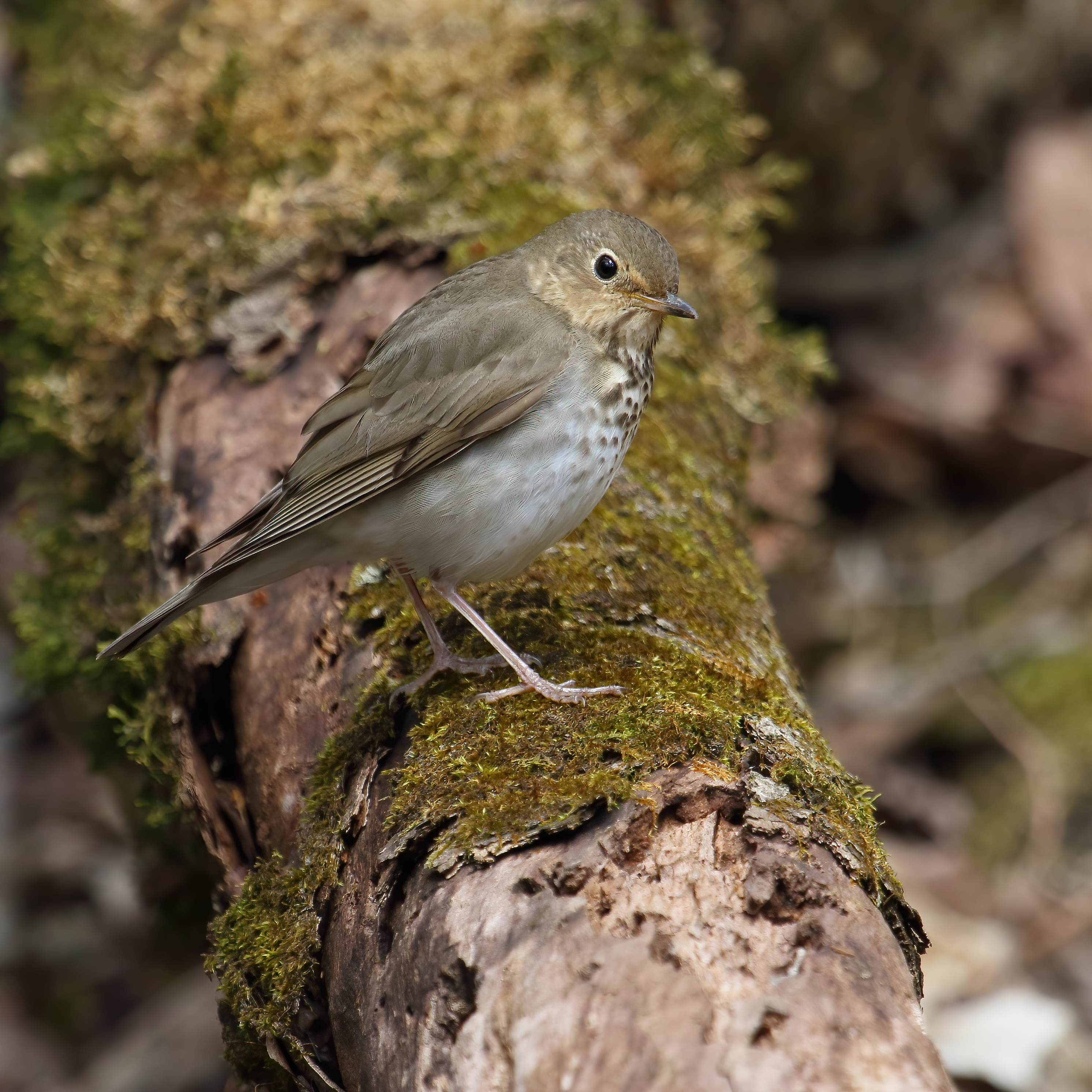
Grive à dos olive le long du sentier des aubépines.
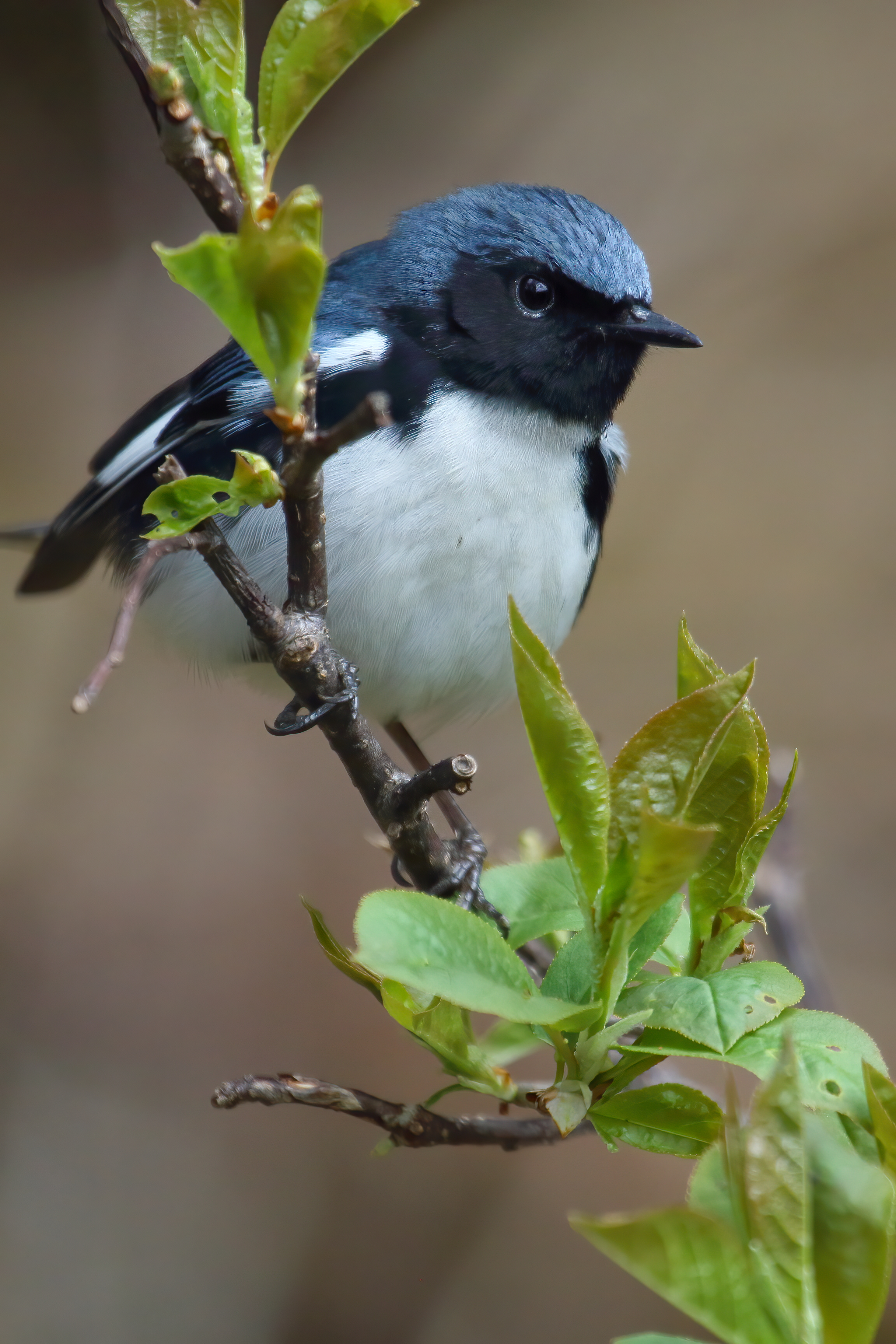
Une Paruline bleue non loin du préau.
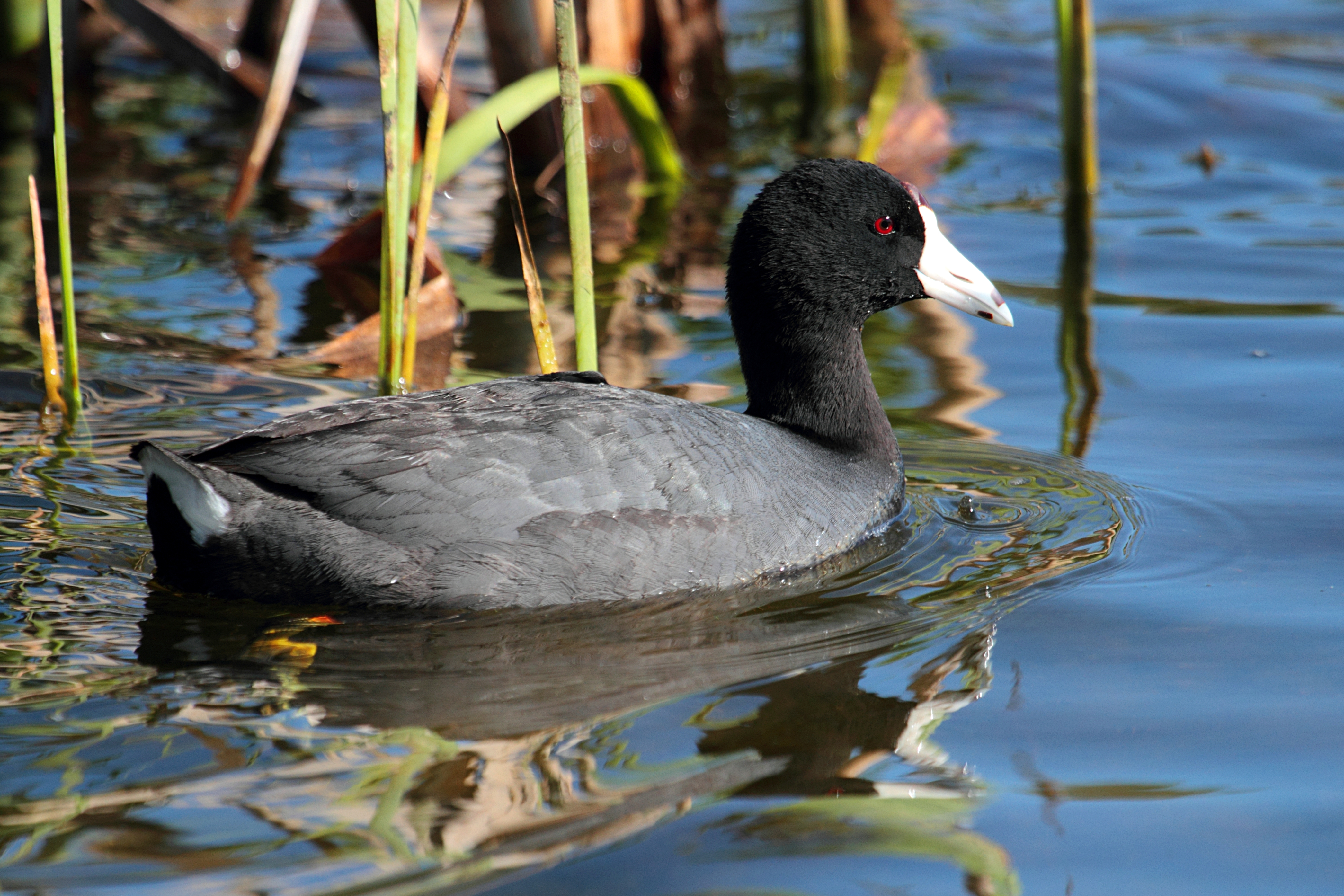
Foulque d'Amérique dans le marais.
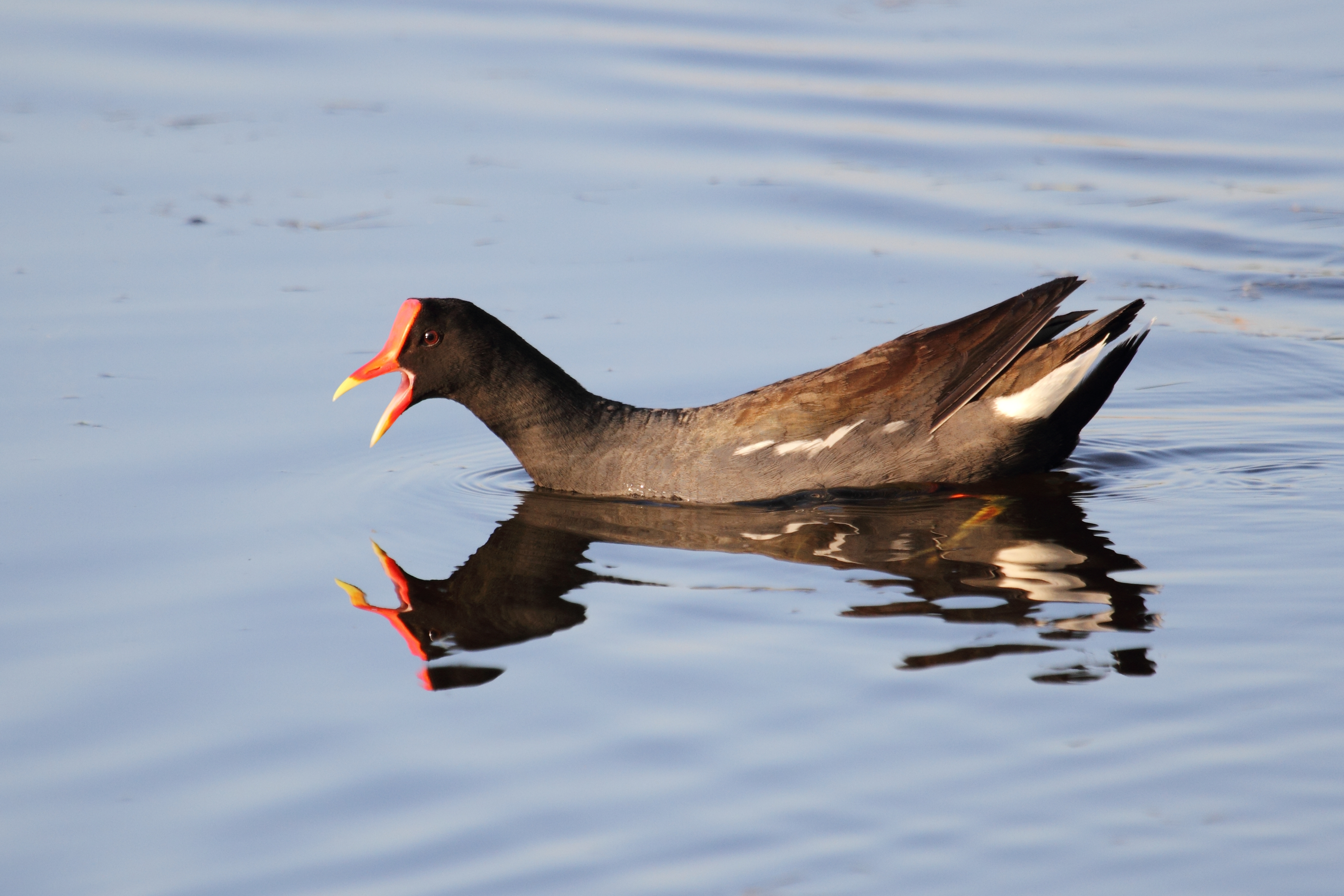
Gallinule d'Amérique dans le marais.
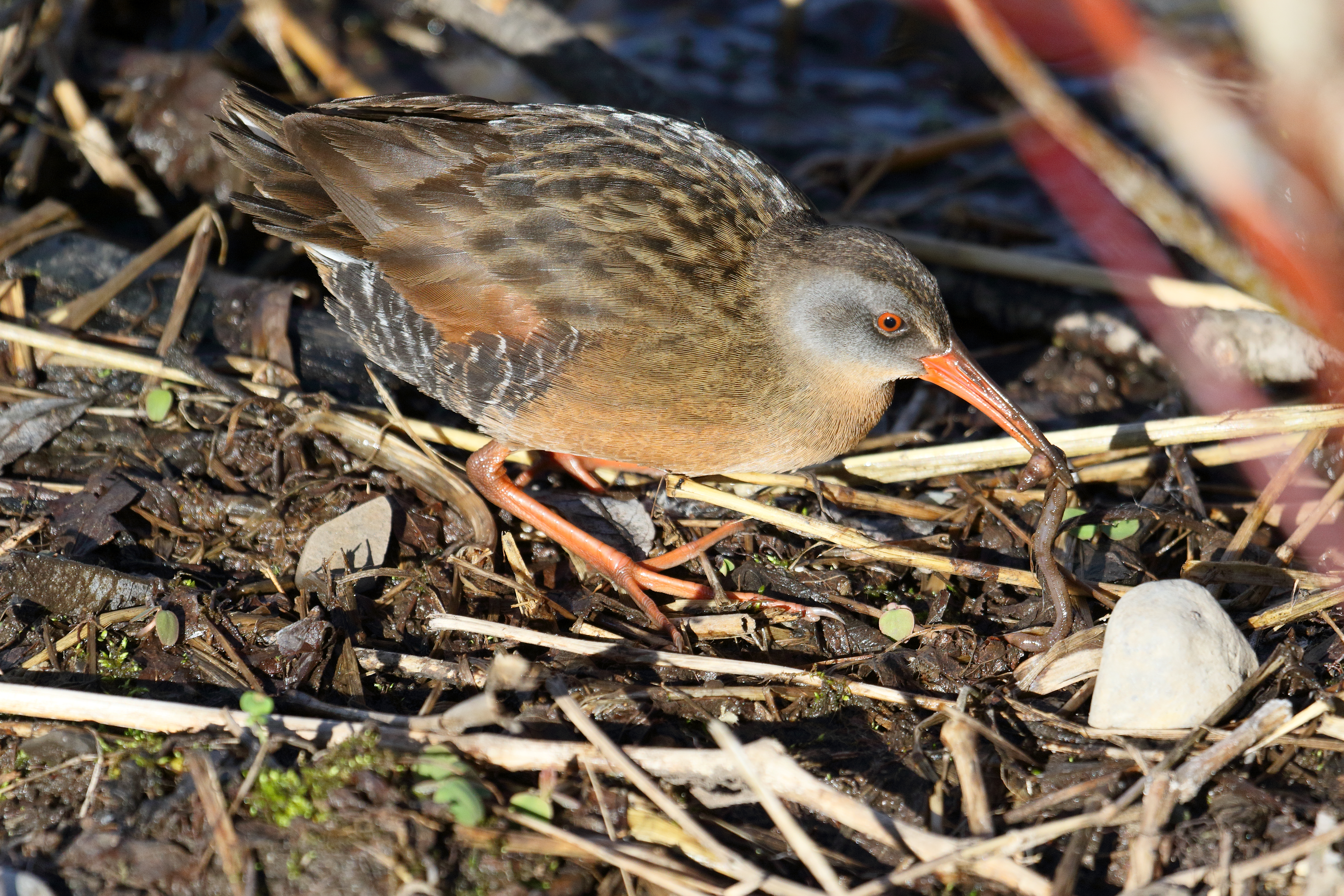
Râle de Virginie à l'extrémité est du marais.
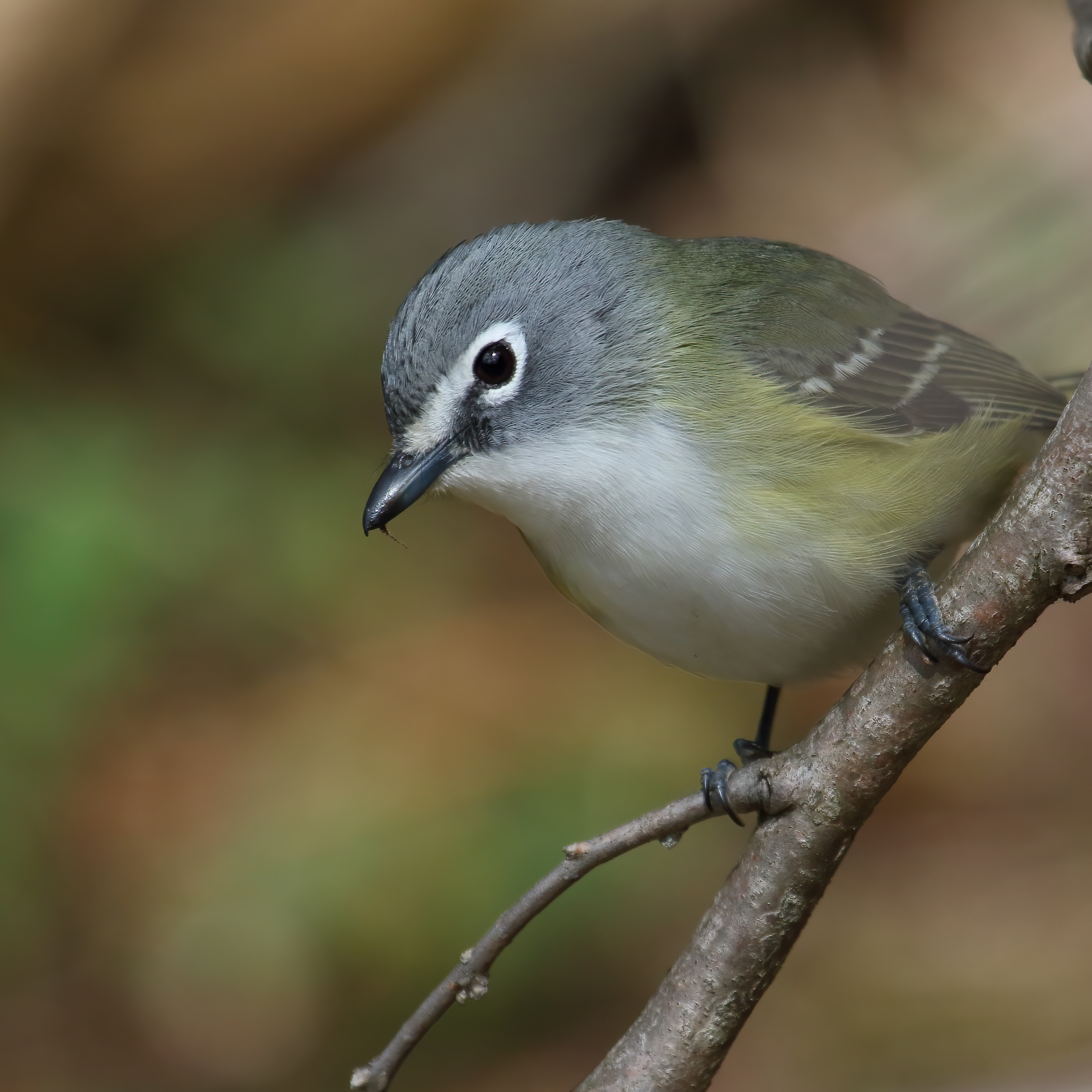
Viréo à tête bleue le long du sentier des aubépines.
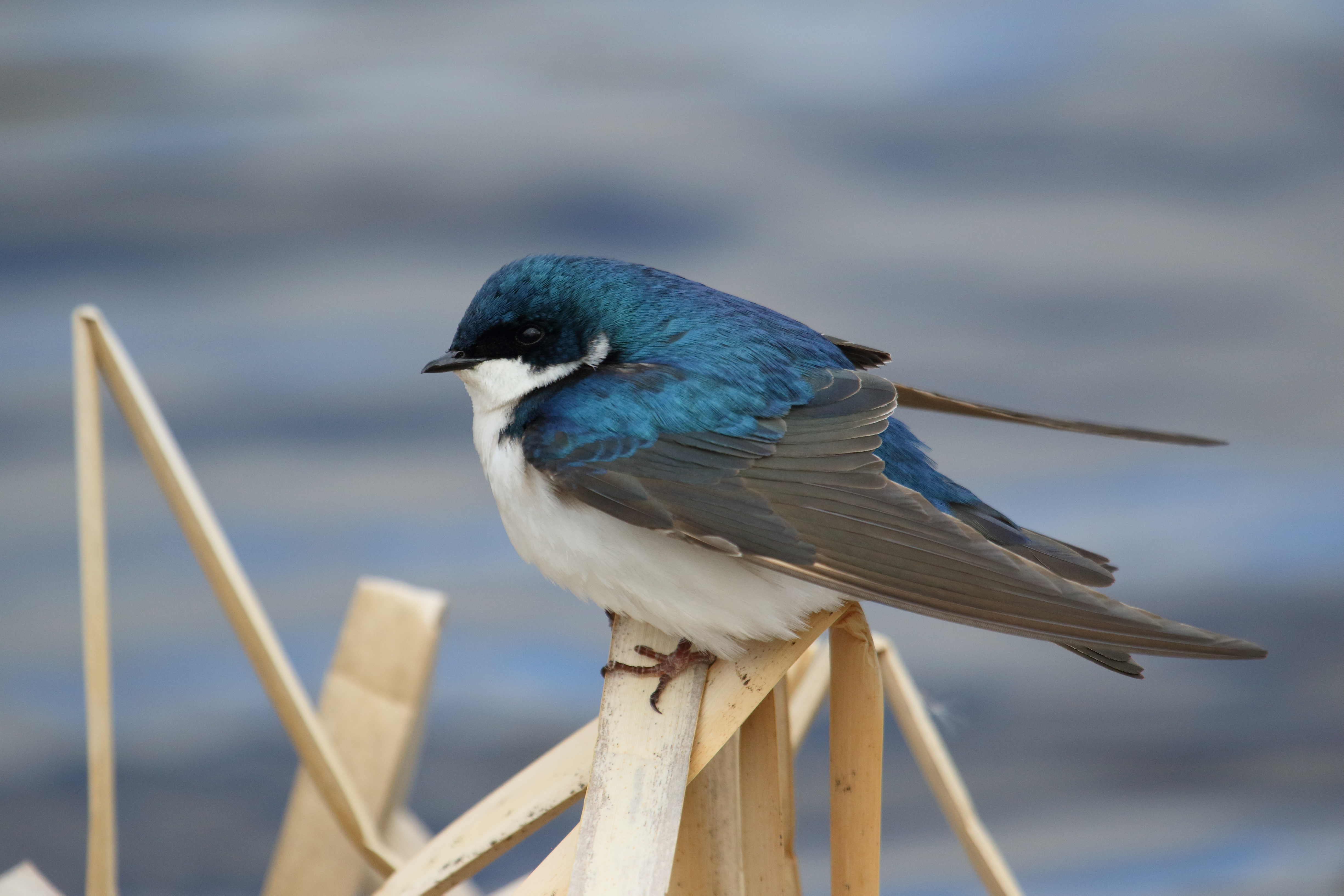
Hirondelle bicolore à l'extrémité ouest du marais.
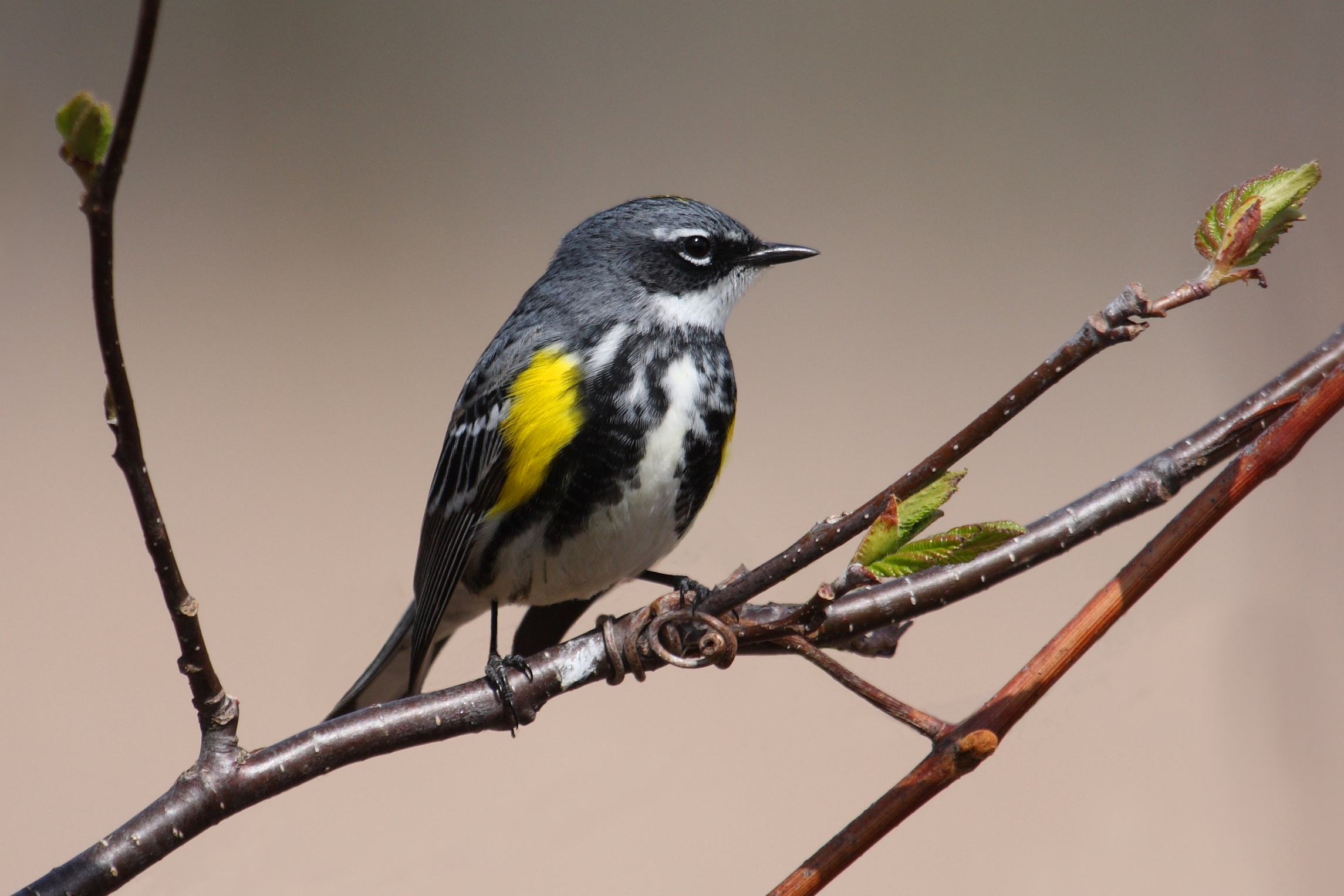
Paruline à croupion jaune le long du sentier de la digue.
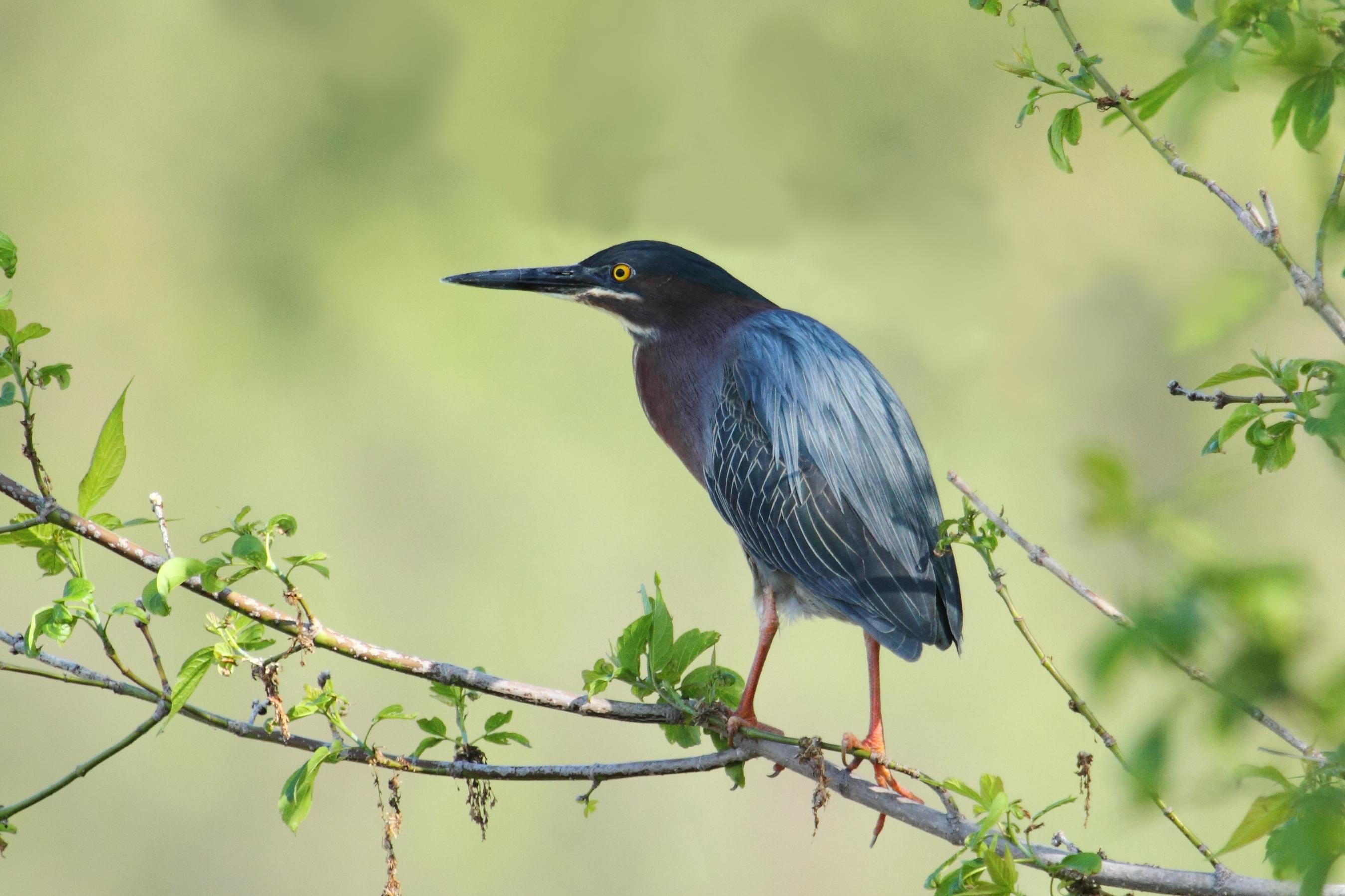
Héron vert à l'extrémité est du marais.
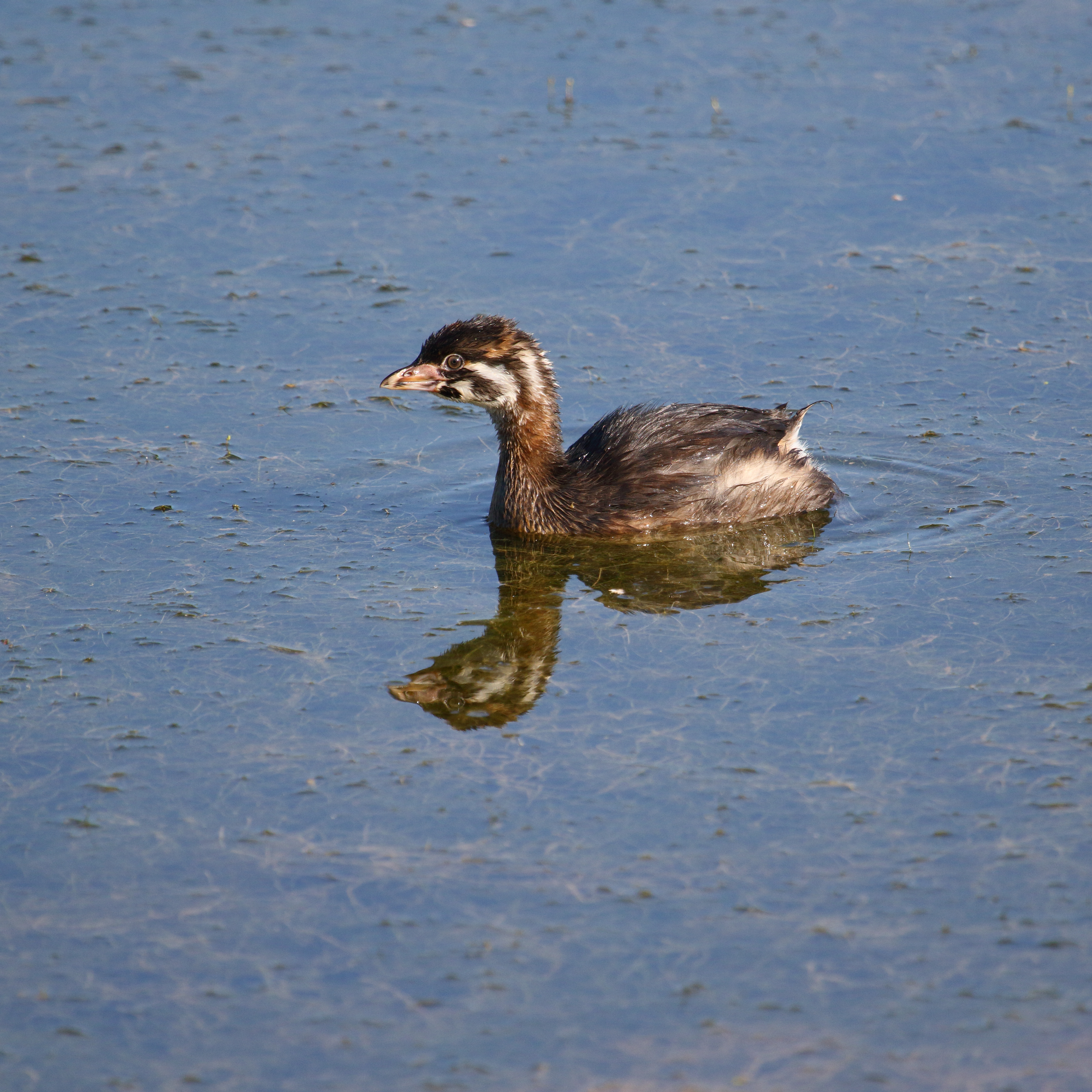
Grèbe à bec bigarré juvénile dans le marais.
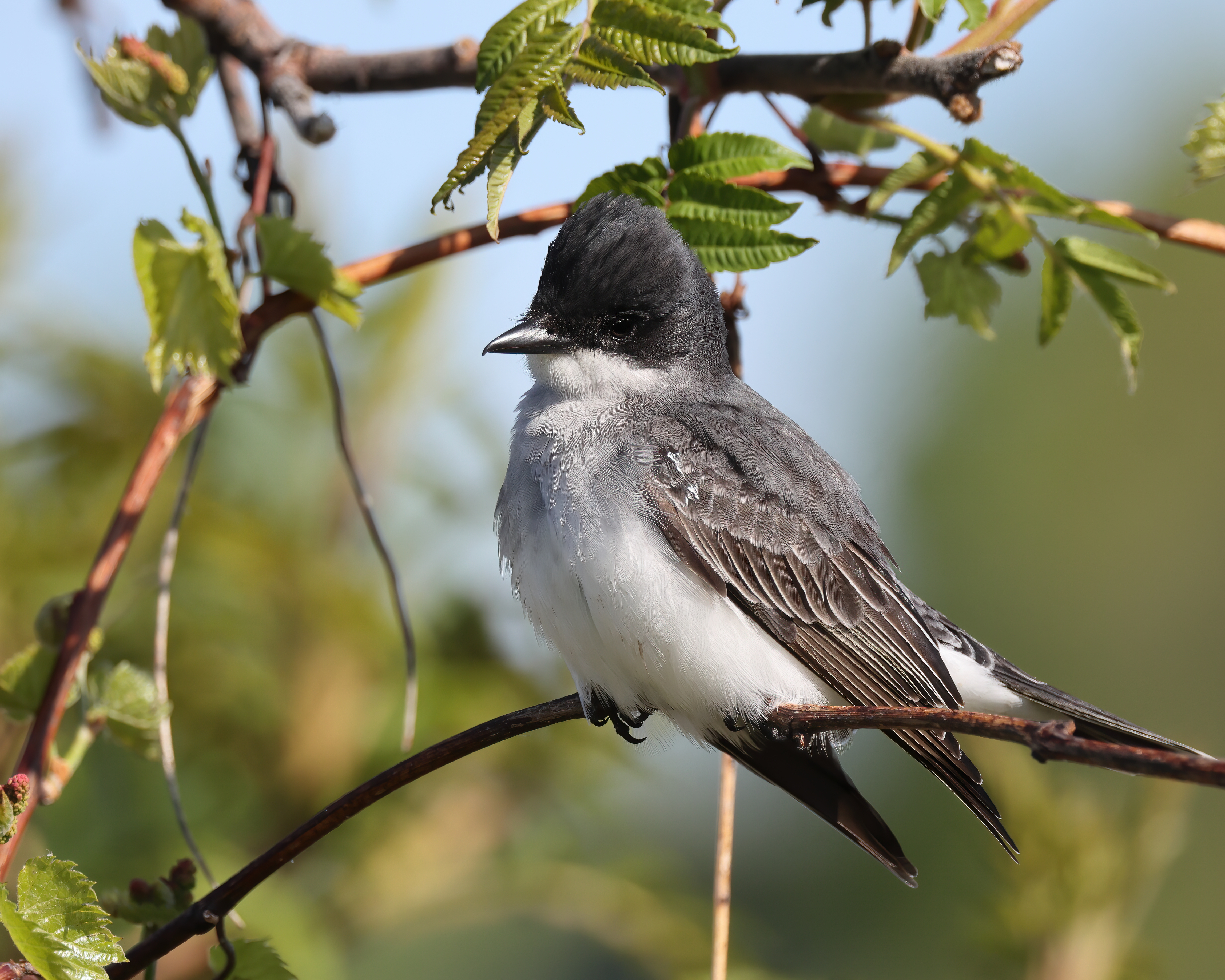
Tyran tritri le long de la digue.
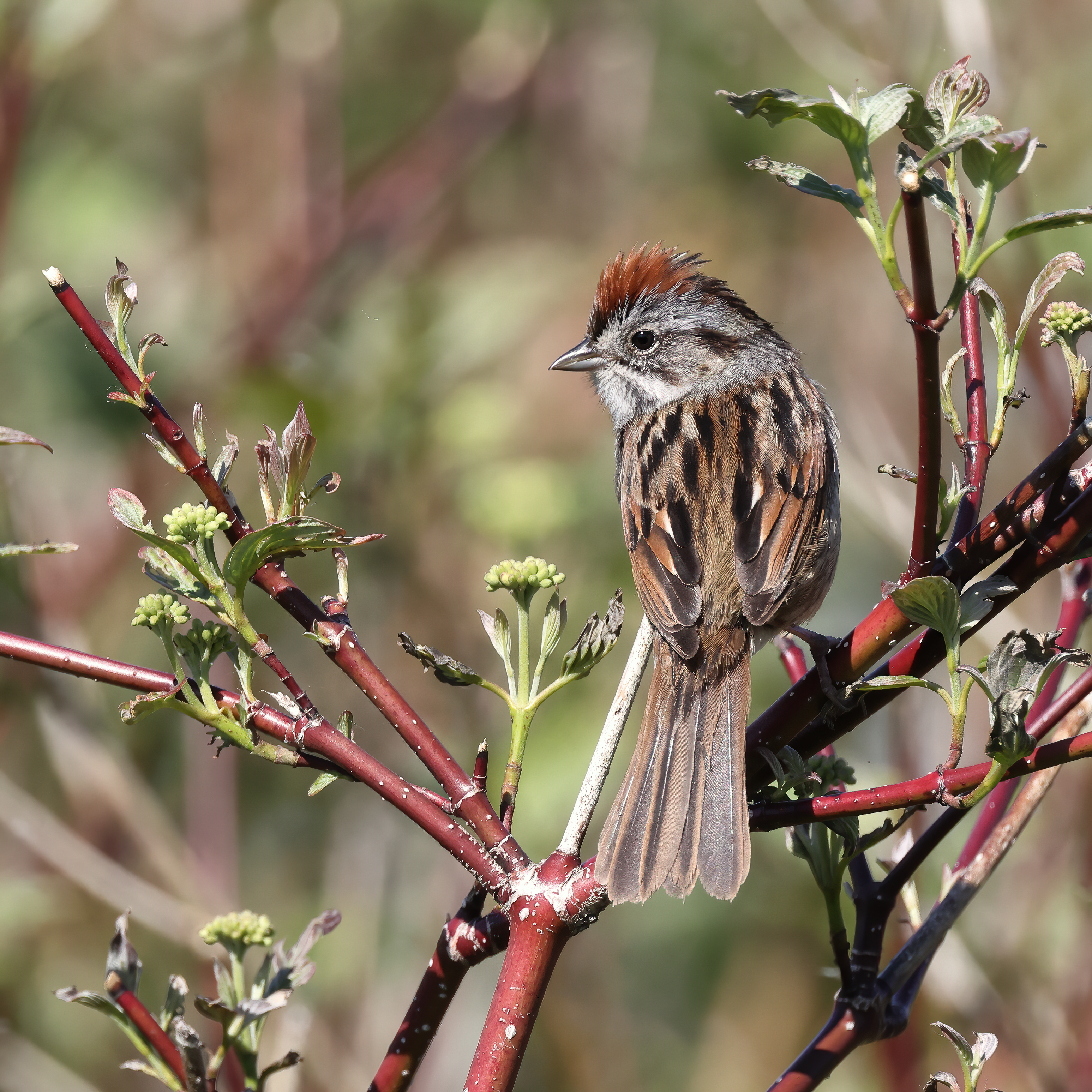
Bruant des marais le long de la digue.
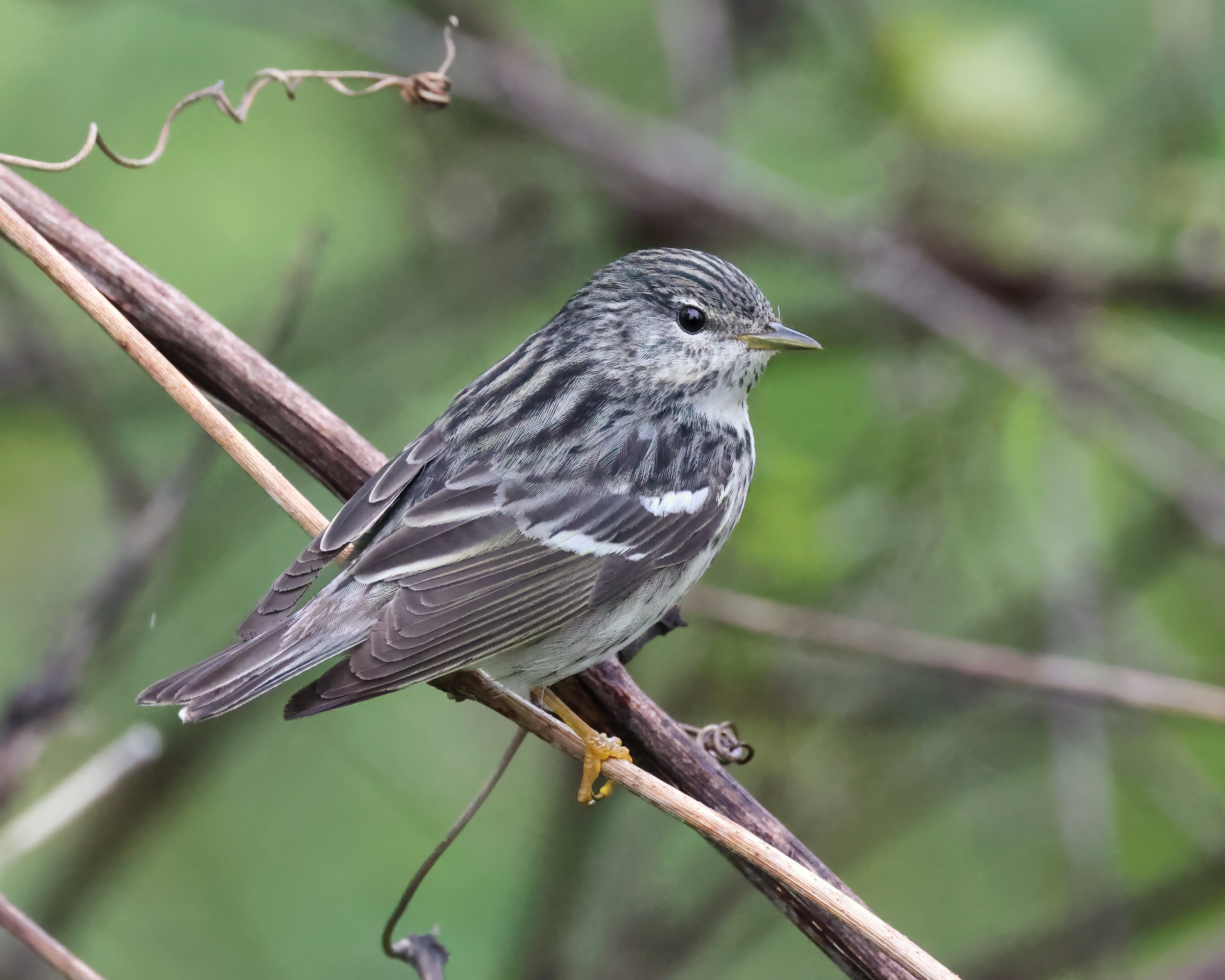
Paruline rayée dans les fourrés le long de la digue.
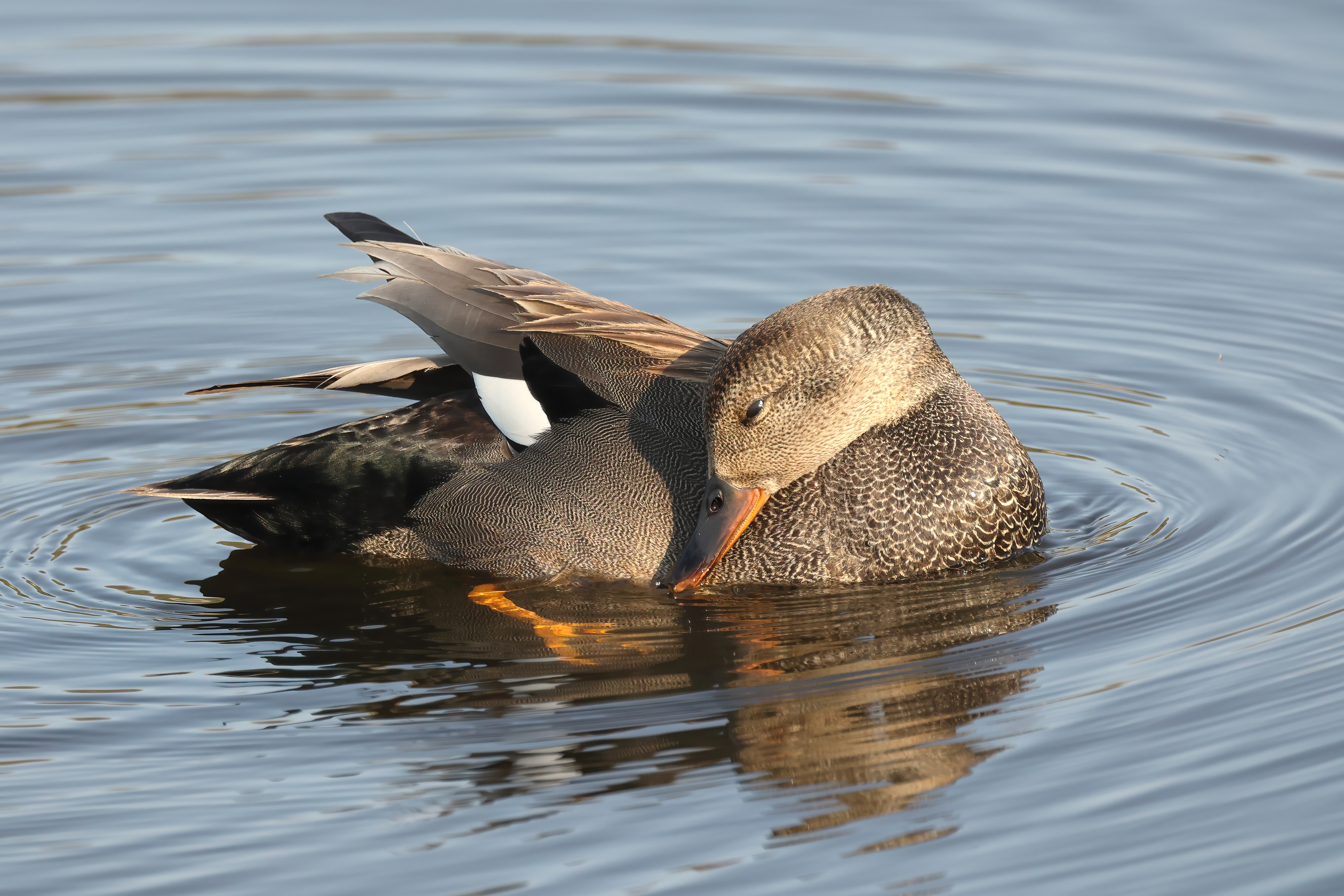
Canard chipeau à l'extrémité est du marais près de l'observatoire.